# ONE PIECEの用語一覧
ONE PIECEの用語一覧（ワンピースのようごいちらん）では、尾田栄一郎の漫画『ONE PIECE』の用語について解説する。

## 組織・団体

### 海賊
物語の主軸となる、海上や島々で略奪などを主に行う集団。主に髑髏を模した海賊旗を掲げている。民間人から金品や食料、領地などを略奪する者が大多数であることから、各国の民間人や治安組織はもとより、世界政府や海軍とも敵対している。海賊同士も敵対関係にあるが、自身の海賊団を率いながら他の海賊団に傘下として加入する場合や、共通の目的のために海賊団同士で同盟を結ぶ場合もある。
大海賊時代以降は世界中の海賊たちが「ひとつなぎの大秘宝（ワンピース）」と「海賊王」の座を狙って「偉大なる航路」を目指すようになった。このため「偉大なる航路」が「海賊の墓場」と言われる一方で、その「偉大なる航路」には世界中の指折りの海賊たちが集まり、そこに存在する多くの国や島に多大な被害を与えている。一部の海賊は特定の島を自身のナワバリとして支配しており、特に四皇や七武海など新世界の大物海賊はナワバリと共に無数の部下を引き連れており、巨大な犯罪組織を形成している。ロー曰くこれまでの海賊団とは規模が異なり、一海賊団が挑んでも船長の顔すら拝めないという。
一口に海賊と言ってもそのタイプは様々で、少数精鋭の海賊団（例:麦わらの一味、ハートの海賊団）、多くの傘下や部下を従える海賊団（例:クリーク海賊団、白ひげ海賊団、ビッグ・マム海賊団、百獣海賊団）、巨大な犯罪組織を形成している海賊団（例:ドンキホーテファミリー、バロックワークス）、人間以外の種族で構成された海賊団（例:タイヨウの海賊団、巨兵海賊団）、政府に（名目上）協力する「王下七武海」、新世界に皇帝の如く君臨する4人の大海賊「四皇」などが存在する。また、新進気鋭の海賊は「ルーキー」と呼ばれる事があるほか、海賊の中には「海賊王」ロジャーを始め、「冥王」レイリーや「白ひげ」、「金獅子のシキ」など本人の生死を問わず伝説と語られる者もいる。

### 世界政府

世界政府の旗。
4つの海と「偉大なる航路」にある加盟国の結束を示す。旗への攻撃は世界政府への宣戦布告を意味している。

作中の世界をまとめる巨大な国際組織。800年前に、ジョイボーイに勝利した20の国の王達（最初の20人）によって創設された。本部は赤い土の大陸の頂上「聖地」マリージョアにある。最高権力者は「虚の玉座」に座るイムであるが、一般的にその存在は伏せられている。その下に表向きの最高権力者にあたる天竜人の最高位である5人の老人「五老星（ごろうせい）」が置かれており、さらにその下には海軍・サイファーポールなどを統括する立場の「世界政府全軍総帥」が存在する。役人たちは、身に付けているスーツ、ネクタイ、帽子が全て黒一色に統一されている。
世界の国々の大半が加盟しており、その数は170ヶ国に及ぶ。作中に登場した加盟国はアラバスタ王国、サクラ王国（旧ドラム王国）、イリシア王国、ゴア王国、リュウグウ王国、ドレスローザ、プロデンス王国、花ノ国、悪ブラックドラム王国、ルルシア王国、ロシュワン王国、バリウッド王国、タジン王国、シシャノ王国、ソルベ王国。4年に一度、代表50ヶ国の王達をマリージョアに集めて今後の世界の指針を決める会議「世界会議（レヴェリー）」が開かれる。各加盟国はそれぞれ主権を保持し、独自の政策を行っているが、場合によっては世界政府が政治介入することもできる模様。世界政府非加盟国の国民は、政府の支配下に置かれたり、人身売買の対象となるなど、非人道的な処置を取られる場合がある。
海軍やサイファーポールなどを使い、民間人の犠牲も厭わず徹底した情報統制によって自分たちに不都合な事実を隠蔽している。体面や支配維持、王族や貴族だけの利益に執着する体制が蔓延しつつあり、その状況が革命軍の結成に繋がっている。海兵や加盟国の要人の中にも、世界政府の腐敗や加盟国の暴挙に憤りを抱く人間は少なくない。

#### 世界貴族
聖地マリージョアの住人。800年前に世界政府を作り上げた、「創造主」と称される最初の20人の王たちの末裔。別名「天竜人（てんりゅうびと）」。20の王族のうち、移住を拒んだアラバスタ王国のネフェルタリ家を除く19の王族が、マリージョアに移り住んでいる。世界を創造した「最初の20人」は、「たった一人の王などいない」という誓いを立て、マリージョアにはそれを象徴する「虚の玉座」が存在し、そこに誰も座らないことを平和の証としているが、実際は「虚の玉座」に座り、五老星をも従わせるイムという人物が存在する。
男性は「聖（せい）」、女性は「宮（ぐう）」という敬称がつく。五老星など一部の者を除いて、男性は「え」、女性は「アマス」という語尾をつける特徴的な口調で話す。天竜人の多くは「自分たちは『人間』でなく『神』」と認識しており、一般人のことを「下々民（しもじみん）」と呼び蔑んでいる。また、下々民と同じ空気を吸わないよう、カプセル状のシャボンのマスクと防護服（外見は宇宙服に近い）を身につけている。世界貴族専用の身分証明のチップと、金色の銃を所持している。一部の天竜人は、「高貴なオープナー（ノーブル - ）」と呼ばれる特徴的な髪型をしている。
あらゆる治外法権を認められており、一般市民を殺傷しても一切罪に問われることはなく、反対に天竜人が傷付けられた場合は報復として海軍本部の大将が軍艦を率いて派遣される。天竜人にとって、大将は直属の部下に位置付けられる。また、天竜人に対する暴言は死罪になるという。
作中に登場した天竜人は一部を除いて傲岸不遜・厚顔無恥であり、一般人を奴隷にして非人道的に扱うなど悪行の限りを尽くしている。天竜人の奴隷には天竜人の紋章の焼印（「天駆ける竜の蹄」）が焼きつけられ、その者は人間以下と見なされる。また、各加盟国の一般市民は世界貴族への貢ぎ金「天上金」を搾取されており、天上金によって一国が飢餓で滅んだ事例もあるため、一般市民からは「数百年分の世界の恨み」と表現されるほどの強烈な憎悪の対象となっている。
天竜人は自分の意志でその地位を捨てることも可能である。しかし、そうすれば特権を失い一般人と同等になる他、天竜人に恨みを持った一般人に迫害されるため、一部の例外を除けばそのようなことはしない。反対に、天竜人に認められれば血筋でない者でも天竜人になることができる模様。
また、海軍を半ば私物化しているも同然の振る舞いから、センゴクやサカズキ（赤犬）、ガープをはじめとする多くの海兵から強い嫌悪を抱かれている。
ネフェルタリ家
アラバスタ王国を治める王族。20の王族の中で唯一マリージョアへの移住を拒否し下界に残ったため、天竜人には含まれない。五老星曰く、「裏切り者の一族」。
ドンキホーテ家
かつてドレスローザを治めていた王族。マリージョアに移住した19の王族の一つ。900年前まで小人のトンタッタ族を奴隷として服従させ、過酷な労働を強いていた。
33年前、ホーミング聖の一家が地位・権力全てを捨て地上に移住した。また、現在の一族であるミョスガルド聖はオトヒメの影響で奴隷を持っていない。そのため、ドンキホーテ一族は他の天竜人から異端視されている。
フィガーランド家
ガーリング聖、シャムロック聖の一族。劇場版『RED』ではシャンクスとの関連が示唆されており、後に原作でシャンクスがフィガーランドの一族であることが正式に明かされた。
トップマン家
ウォーキュリー聖の一族。
イーザンバロン家
ナス寿郎聖の一族。
ジェイガルシア家
サターン聖の一族。
シェパード家
ピーター聖、ソマーズ聖の一族。
マーカス家
マーズ聖の一族。
ネロナ家
イム聖の一族。
マンマイヤー家
軍子宮の一族。38年前にゴッドバレーで開かれた「人間狩り」には、この一族の者が参加している。
リモシフ家
キリンガム聖の一族。

#### 海軍
世界政府直属の巨大な海上治安維持組織。「偉大なる航路」を管轄する海軍本部は三大勢力の一角。

#### エニエス・ロビー
世界政府直属の裁判所がある「司法の島」で、「偉大なる航路」前半にある不夜島（昼島）。裁判長は「三つ首のバスカビル」。島内の「司法の塔」はCP9の拠点。普段は海兵や法番隊など計1万人の兵力で警備されている。海列車でウォーターセブンと結ばれているが、民間人は原則立ち入ることができない。
裁判所ではあるが、世界政府には権力分立制度がないため、実態は政府の決定にそのまま従うという形だけの司法機関である。11人の「公正なる陪審員」がいるものの、全員が元海賊の死刑囚であり、連行された者の道連れを望むため、800年の歴史上において無罪判決が下されたことは一切ない。そのため罪人は名ばかりの裁判を受け、一切の例外なく「正義の門」から政府専用のタライ海流で大監獄インペルダウンか海軍本部に連行される。裁判所から先の司法の塔への道は、裁判所の建物に格納されている跳ね橋でしか進むことはできず、2ヶ所のレバーを操作することによって跳ね橋が下りる。司法の塔から地下道を通り、地上に出て｢ためらいの橋｣を渡った先に「正義の門」がある。
CP9が君臨し続けた事によって800年の間鉄壁を誇っていたが、エニエス・ロビー編での麦わらの一味の襲撃とスパンダムによって発動されたバスターコールで壊滅した。

#### サイファーポール
世界政府直属の諜報機関。

#### インペルダウン
世界政府が所有する海底の大監獄。

### 三大勢力
「偉大なる航路」に君臨する3つの強大な勢力。「海軍本部」、「王下七武海」、「四皇」を指す。
「偉大なる航路」が「海賊の墓場」と呼ばれる所以のひとつ。この3つの勢力は一般の海賊と基本的に対立しており、「偉大なる航路」での海賊の航海を困難にさせている。「四皇vs海軍本部＆王下七武海」という勢力関係で均衡が保たれている。それぞれが海賊たちへの抑止力として存在しており、三大勢力のバランスが失われると世界の平穏が崩れると言われている。
四皇当人は存在自体が「災害」と称され、それに与する幹部たちも中将以上の実力を持つ者が多い。その一方で、海軍元帥や大将クラスにもなると、四皇最高幹部や傘下の海賊船長を打ち破ったり、四皇当人でも手こずるほどの戦闘力を持っており、七武海も四皇の戦力を削る要となっている。よって総合的かつ万全な態勢での戦力なら海軍のほうが上であるため、互いに手が出せない状態を維持し続けている状態である。
新世界編の世界会議で、王下七武海制度が撤廃されたことにより、三大勢力の均衡が崩れた。
海軍本部（かいぐんほんぶ）
三大勢力の一角。「偉大なる航路」を管轄する世界政府直下の海軍組織。
王下七武海（おうかしちぶかい）
三大勢力の一角。世界政府公認の7人の大海賊。
四皇（よんこう）
三大勢力の一角。「偉大なる航路」後半の海「新世界」に皇帝の如く君臨する4人の大海賊。その戦力は極めて強力かつ大規模であり、これらを食い止めるための力として海軍本部・王下七武海が並ぶ。船長の他、幹部格の戦闘力も極めて高く、多くの海賊たちとは一線を画す存在。ローは、新世界を生き残る手段は「四皇の傘下になる」か「挑み続ける」かしかないと語っている。四皇同士の戦いは「戦闘」ではなく「戦争」と表され、四皇が互いに接触するというだけで政府は数十隻の軍艦を動かして厳戒態勢を取る。政府および海軍は四皇との小競り合いが戦争に発展する危険性から、「上層部の許可なしに四皇と戦闘を行ってはならない」という方針を取っている。
物語当初時点で、赤髪のシャンクス、〝白ひげ〟エドワード・ニューゲート、百獣のカイドウ、〝ビッグ・マム〟シャーロット・リンリンの4人だった。しかし、白ひげはマリンフォード頂上戦争にて戦死し、2年後の新世界編では〝黒ひげ〟マーシャル・D・ティーチが新たな四皇と位置づけられている。ワノ国・鬼ヶ島での決戦でカイドウとビッグ・マムが四皇の座から陥落し、麦わらのルフィ、千両道化のバギーが新たな四皇となる。
『ONE PIECE novel A 2』では、大海賊時代以前はロジャー、白ひげ、ビッグ・マム、金獅子のシキが海の覇権を争っていたとされる。ロジャーが処刑され、シキが行方をくらませた後に、シャンクスとカイドウが台頭したことで、現在の四皇の勢力図が形成されたという。また出所不明の情報ではあるが、政府は四皇それぞれに対し「赤髪は怒らせると恐ろしい」「白ひげは仁義を破ると恐ろしい」「ビッグ・マムは機嫌を損ねると恐ろしい」「カイドウは存在することが恐ろしい」という評価をしているという。及び

### 会社
バロックワークス
王下七武海（当時）のクロコダイル（Mr.0）を社長とする秘密犯罪会社。
ガレーラカンパニー
ウォーターセブンにある世界政府御用達の造船会社。
7年前、それまであった7つの造船会社をアイスバーグが束ねて発足した。複数のドック（造船所）を持ち、中でも1番ドックは最も難しい仕事を引き受けている。約束を反故にして暴れる海賊も商売の相手にするだけあって、社員（特に職長）の戦闘力は非常に高い。
秘書や職長たちの中に政府の諜報機関「CP9」のメンバーが潜入していたが、エニエス・ロビー編にてパウリーの独断で解雇された。
トムズワーカーズ
かつてウォーターセブンに存在した「伝説の船大工」トムを社長とする小さな造船会社。
社員は、アイスバーグ、カティ・フラム（フランキー）、ココロの3名と角界ガエル・ヨコヅナの1匹のみ。海賊王ゴールド・ロジャーの船「オーロ・ジャクソン号」の造船や、海列車「パッフィング・トム」の製造で有名。ロジャーの件で島では肩身が狭く、本社は廃船島の「橋の下倉庫」にある。
ワポル財閥
元ドラム王国王ワポルが設立した会社。
ルフィに敗れ放浪生活を送っていたワポルが、「バクバク工場」で偶然生み出した玩具の評判が良かったことで開いた玩具屋が始まり。最初は小さな玩具屋だったが、新合金「ワポメタル」のおかげで大繁盛し、財閥にまで発展した。
バギーズ デリバリー
王下七武海に加盟したバギーが、バギー海賊団とアルビダたちを元に結成した海賊派遣会社。
七武海となったバギーの名の下に「合法」で多くの海賊傭兵を各地に派遣することで、戦闘市場を牛耳っている。武器を密輸していたドンキホーテファミリーの壊滅後は、さらに派遣依頼が殺到していた。しかし、王下七武海の撤廃によって、クロスギルドに事実上吸収された。
クロスギルド (CROSS GUILD)
元王下七武海の海賊たちが新たに立ち上げた会社。海兵に賞金を懸けた「海兵狩り」を取り仕切り、多くの闇の組織が出資している。
表向きはバギーが社長とされているが、元々はクロコダイルがミホークとの共同で立ち上げようとした事業。クロコダイルへの借金返済のため、バギーが新会社設立の宣伝を請け負うも、部下が勝手にバギーが一番目立つ広告を公表したことで、世間にバギーが社長と広まってしまった。
海兵の懸賞金はベリーではなく、星（スター）や王冠（クラウン）という単位で表記されている。1星で約1億ベリー、1王冠で約10億ベリーの宝箱が貰える。階級によって懸賞金は概ね決まっているが、コビーやガープのように階級以上の懸賞金をかけられる海兵もいる。手配書は政府発行の「WANTED」表記とは異なり、「REWARD」表記。政府と違い、海兵を殺害しても支給額が下がることはない。
世界経済新聞社
「世界経済新聞」（略称：「世経」）を発行する新聞社。社長はモルガンズ。
「北の海」で広く知られる絵物語「海の戦士ソラ」を載せている。政府とのつながりが深く、依頼を受けて情報操作を行っている。モルガンズの方針で世間が騒ぐなら嘘情報でも載せるため、世経の記事を信用していない者もいる。ただモルガンズ自身は、守銭奴であると同時にジャーナリストとしての気概も持ち合わせており、必ずしも政府の要望に応じた情報操作をしているわけではない。本社社屋は気球と鳥の力で飛行し、移動できるようになっている。
郵便事業者
作中の世界では、政府機関以外の郵便はあまり発達していない。民間企業のサービスとして、飛行距離が短い「小鳥便」や、長距離だが届かないことも多い「アルバトロス便」がある。海賊同士で届け物をする場合は、使いの船を出すことが一般的である。
UMITシッピング（ウミット - ）
海運会社。エッグヘッド編でラフィットがこの本社に潜入している。

### 賞金稼ぎ
懸賞金がかけられた海賊や犯罪者を捕らえて海軍や政府に引き渡し、その賞金を受け取ることで生活している者たち。超新星編ではヨサクとジョニー、フランキー一家が解体屋の副業として行っていた（アニメでは、元海兵のダディ・マスターソンが登場した）。新世界編では、ジャン・アンゴという賞金稼ぎが登場している。犯罪者を仕留めること自体は罪にならないが、海軍のたしぎのように嫌悪感を抱いている人物もいる。

### 人攫い屋
捕らえた人物を人間オークションに引き渡して売り上げを得ることを職業としている者たち。建前上、人身売買の対象は犯罪者と世界政府非加盟国の国民とされているが、実際には一般の人物も標的にされている。人攫いの間ではオークションにおける種族別の最低金額を書いたリストが出回っている。シャボンディ諸島に多くのチームがいる。新世界編の30年前には、白ひげ海賊団の傘下に入る前のカルマが人攫いを生業としており、天月トキと光月おでんを捕らえようとした。

### 革命軍
世界政府を直接倒そうと活動している組織。リーダーは、ルフィの父親であるモンキー・D・ドラゴン。世界政府及び海軍と敵対している点では海賊と変わらないが、「自ら進んで」世界政府と争おうとする所が一般の海賊とは大きく異なる。厳密には世界政府ではなく、それを支配する天竜人の打倒が真の目的である。
かつては「自勇軍」という名の組織だったが、22年前のオハラへのバスターコールをきっかけに世界の変革を決意したドラゴンによって、革命軍が結成された。長年「偉大なる航路」の白土の島バルティゴを拠点としていたが、ゾウ編でバルティゴを黒ひげ海賊団に壊滅させられたため、カマバッカ王国に総本部を移した。竜の船首を持つ帆船「ヴィント・グランマ号」を保有する。シンボルは竜の首と「R」「A」の文字が書かれたマーク。
その思想は世界中で広がっており、クーデターや反乱などによって、いくつもの国を滅亡に追い込んでいる。世界政府は革命軍の影響力を恐れており、黒幕の革命軍本隊とリーダーのドラゴンを「世界最悪の犯罪者」として血眼になって追いかけているが、その片鱗さえつかめていない。四つの海と「偉大なる航路」にそれぞれの軍がある。主に、政府によって捕らわれた市民・囚人や奴隷労働を強いられている人たちの解放等の活動をしており、解放された者たちが革命軍に加入する例も少なくない。
サボとコアラのような訳あり、もしくは政府によって両親を失った子供達が加入した場合は下働きをすると共にイナズマが座学を、くまやハック、イワンコフが戦闘技術を指導している。

### ジェルマ王国
世界でも唯一無二の、国土を持たない海遊国家にしてサンジの故郷の国。ヴィンスモーク家が治める、代々続く「科学の国」。何十隻もの巨大な電伝虫の船がそれぞれ移動し、船同士を連結させることで国の形を成している。本船は「セント・ジェルマン号」。今なお世界で恐れられる軍隊「ジェルマ66」を有しており、国民の大半は男性の兵士である。世界政府加盟国だったが、ホールケーキアイランド編後に除名された。
ジェルマ66（ジェルマダブルシックス）
ジェルマ王国の軍隊。一般人には絵物語「海の戦士ソラ」に登場する架空の存在として捉えられている。別名「戦争屋」。科学戦闘部隊とも呼ばれ、空に浮くことができる靴など高い科学力を持っている。戦闘時には「レイドスーツ」を纏う。
兵士はジャッジが「血統因子」の研究の果てに造り出した、優れた兵士数人をコピーした「複製（クローン）兵」。兵士本人達は自分達がクローンであることは知らない。20歳の兵士1人の製造に5年を要する。地下施設に兵士のストック倉庫がある。兵士達は死を恐れず裏切らないようプログラムされており、日々鍛錬をかかさず、王族の命令には命を投げ出すことも辞さない。このため、あらゆる国々がジェルマの軍隊を恐れ、同時に憧れ欲している。兵士が死んでも補充できることから、王族には人の命を軽んずる倫理観が植え付いている。クローン兵の大半は男性だが、女性の兵士の存在も描写されている。
各コスチュームは戦隊ヒーローをイメージしてデザインされている。
ヴィンスモーク家
ジェルマ王国の王族で、大昔に北の海を武力で制圧した一族。サンジの生家。代々ジェルマ66を率いており、現在はサンジの父親であるヴィンスモーク・ジャッジが総帥にして国王を務めている。「人殺しの一族」とも揶揄されるヴィンスモーク家は、ある時代の悪の代名詞であり、絵物語「海の戦士ソラ」に登場する悪の軍団のモデルとなっている。また、「世界会議」への参加権があり、手配書の変更や海軍を動かす権力を持つ。
サンジらジャッジの子供は、ジャッジによって血統因子の操作を施されて生まれた「改造人間」である。彼らは生まれながら通常の人間を超えた身体能力を持ち、金属のように硬い「外骨格」が発現している。戦闘時にはレイドスーツというスーツを着用し、それぞれのスーツの特殊能力に適した人体に作られている。また、サンジ以外の兄弟はジャッジの命令に逆らえないよう改造されており、イチジ・ニジ・ヨンジの3人は慈悲や優しさといった感情がない。名前には数字が含まれている（レイジュ=0、イチジ=1、ニジ=2、サンジ=3、ヨンジ=4）。容姿は全員、眉毛がうずまきの形になっていることが特徴で、サンジはジャッジと同じ金髪だが、レイジュら4人は血統因子の操作の影響により、髪の色が異なる。
サンジに兄弟がいる設定は以前から考えられていたが、4つ子という設定は、連載当時に作者の娘が熱中していたアニメ「おそ松さん」に登場する6つ子に張り合うつもりで作られた。

### MADS（マッズ）
かつてDr.ベガパンクやシーザー・クラウンが所属していた、無法な研究チーム。元々は闇金王ル・フェルドが出資した慈善事業「平和研究所MADS」であり、世界平和のため有望な科学者たちが集められた。所長のベガパンクは平和につながる研究をしていたが、他のメンバーは道義に反した殺戮兵器を生み出していた。後に生命の設計図とも言われている「血統因子」の発見といった成果を出すが、それを危険視した世界政府によってベガパンクは逮捕され、チームも政府に買収されて管理下に置かれた。
ジェルマ66現総帥ヴィンスモーク・ジャッジや百獣海賊団大看板クイーンもこのチームに所属していたが、政府の手から逃れており、独自で研究を重ねて戦闘に特化した科学力を身に着けた。また、かつてロックス海賊団に所属していた自称科学者ミス・バッキンガム・ステューシーも居候として在籍しており、後にMADSによる複製人間（クローン）研究の成功体第一号「ステューシー」の製作に繋がった。
表紙連載『ジェルマ66のあゝ無感情海遊記』で、ジャッジとシーザーによって「NEO MADS」が結成された。

## 生物・種族

### 人種
作中の血液型は、主にF型・S型・X型・XF型の4つに分類されているが、世界で呼び名が統一されておらず、A・B・Cを使う国もある。下記の「オークション相場」は、人間オークションの基本最低金額。
人間
いわゆる「普通の人間」。世界で最も主要な人種であり、数も多い。ただ現実世界の人間と比べると、身長2mをはるかに超える異常な長身の者（例：880cmのビッグ・マム、692cmのモリアなど）が多くいる。オークション相場は50万ベリーで、全種族中最も低い。
魚人族・人魚族

魚の特性を持ち、水中で暮らすことができる種族。陸上では肺呼吸、水中ではえら呼吸を行い、生身で深海1万メートルの水圧にも耐えられる。
各人が持つ魚の特性は千差万別であり、肌の色や腕の数など姿形はそれぞれ違う。体の大きさは、通常の人間より小柄な者から、巨人族をも越す巨体の者までいる（前者はダルマ、後者はワダツミがその例）。海水魚・淡水魚の区別はなく、淡水魚の魚人・人魚も海中で生活できる。また、生物の分類上魚類ではないタコやイカなどの魚人・人魚も存在する。
古代の遺伝子から先祖返りを起こしやすい種族であり、親兄弟でも姿が全く違うことは珍しくない。そのため、人間のように姿形で区別することはなく、逆にそういった気持ちを理解できないという。魚人と人魚の間で子をなした場合は、魚人と人魚のどちらかが産まれる。また、人間との交配も可能で、その場合は半魚人・半人魚が生まれる。流れる血液は人間と同じであり、輸血もできる。
200年前に世界政府が魚人島との交流を発表するまでは「魚類」と分類され、世界中の人間から「化け物」として迫害されていた。現在でもシャボンディ諸島などの一部地域では差別意識が残っており、悪党でなくとも魚人・人魚の売買は黙認されている。魚人・人魚たちには人間の住む世界や太陽への憧れを抱いている者がいるが、差別の歴史から人間に対する不信感を抱いている者も多く、アーロンやホーディのように人間を「下等種族」と見下し敵視している者もいる。
以下、魚人と人魚の主な違いを述べる。
魚人族
主に上半身に鰭など魚の特性を持つ種族。魚の特徴を持っているが哺乳類である。
一般的に魚を支配しようとする傾向がある。人魚と違って肉や魚も食べる。魚類の魚人族は掌に水かきがある。生まれながらにして通常の人間の十倍の腕力を有し、更に魚本来の能力を併せ持つ（タコの魚人は足を利用した多刀流、サメの魚人は歯が自在に生え変わる）ことで戦闘に活かすことが出来る。また、水中戦で真価を発揮する特有の武術「魚人空手」「魚人柔術」が存在する。オークション相場は100万ベリー。
人魚族
主に下半身に魚の特性を持つ種族。世界一泳ぐのが速い種族。
魚を友とする傾向があり、魚と会話することもできる。魚人と違って肉と魚は食べない。下半身が魚であり、基本的に「足」が無いため、魚人島の人魚は、地上で移動する際にシャボンを使用している。女の人魚は30歳を過ぎると尾ひれが二股に分かれ、陸上生活ができるようになる。「人魚柔術」「人魚具術」という武術が存在する。
オークション相場は女7000万ベリー、女二股1000万ベリー、男100万ベリー。二股となる前の若い女の人魚は、全種族中最も高い値段がつき、多くの人攫いが狙っている。
巨人族
非常に巨大な種族。通常の人間を膝にも及ばせない巨体ゆえに、圧倒的なパワーを持つ。成人の巨人族の身長は最低でも12mある。寿命は人間の3倍程度（約300年）で、成長速度は人間の2分の1。数は少ないが、巨人族の国は世界中に点在している。その中でも特に新世界・エルバフが有名であるが、サウロのように、自分たちが野蛮な種族だと世間から思われている原因は彼らだとして、エルバフを煙たがっている巨人族もいる。ルナーリア族・バッカニア族と並び、トットランドにいない3つの種族のうちの1つ。オークション相場は男5000万ベリー、女1000万ベリー。
古代巨人族
巨人族をはるかに上回る巨体の種族。巨大な角と牙が特徴。魔人オーズやその子孫リトルオーズJr.がこの種族。純血は滅んでいるが、古代巨人族の血を引く巨人はまだ残っている。百獣海賊団の「ナンバーズ」は、世界政府が長年行っていた「人の巨大化」研究の一環で誕生した古代巨人族の失敗作で、カイドウがパンクハザードから買い取ったもの。
手長族
非常に長い腕を持つ種族。腕の関節が2つあり、相手との距離感に因んで、上の肘は「恋肘」、下の肘は「友肘」と呼ばれる。オークション相場は70万ベリー。
通常の人間が手長族を珍しがるのと同様、手長族にとっても腕の関節が1つしかない普通の人間は珍しく、テーナ・ゲーナ王国の手長族は人間を攫って本国に連れ帰り、見世物にしている。手長族のサンクリン達は、ブルックを拉致して見世物にした。足長族とは仲が悪く、その争いは「千年抗争」と呼ばれている。
足長族
非常に長い足を持つ種族。オークション相場は70万ベリー。足の関節は人間同様に1つだが、長さは遥かに違う。男女共に太ももの美しさに自信を持ち、足を出してタトゥーを見せることがファッションの一つ（タマゴ男爵は特殊）。普通の自転車は乗りづらいため足長族の国には足長族用の自転車が売っている。手長族とは仲が悪く、その争いは「千年抗争」と呼ばれている。
小人族
非常に小柄な種族。通常の人間の手の平に乗るほど小さい。寿命は人間より少し長い150年ほど。オークション相場は70万ベリー。
トンタッタ族
新世界・グリーンビットの地下に住む小人族。大きな尻尾や長い尖った鼻が特徴。尻尾には硬い骨と筋肉があり、俊敏な移動を助け、打撃武器としても活用できる。非常に人を信じやすい性格で、敵の簡単な嘘も全員揃って簡単に信じてしまうほどだが、仲間は嘘をつかないという確固たる信念も持っている。「です」を「れす」（例：そうですか→そうれすか）と話し、人間を「大人間（だいにんげん）」と呼ぶ。また、麦わらの一味については、ウソップがついた「自分はモンブラン・ノーランドの子孫である」という嘘がきっかけで「○○ランド」（○○には一味の名前の頭二文字が入る）と呼んでいる。小柄でありながら常人の人間を遥かに凌ぐパワーを持ち、「トンタッタコンバット」という独自の武術を使う。2年間修行したゾロやフランキーからも、「怪力」「馬鹿力」と称されている。また、あらゆる植物を育てる特技を持つ。ドレスローザの住民からは「妖精」と呼ばれており、ドレスローザの「緑の管理者」を自称している。なお、ドレスローザの国民の大半は妖精の正体が小人であることを知っており、暗黙の了解で彼らを見守っていた。
遥か昔、自国にない資源を求め、海に出て人間に発見されては絶滅の危機に瀕していたという。ある時、隣国ドレスローザのドンキホーテ王と「少しの労力」と引き換えに「資源と安全」を保証するという条約を交わすが、実際は地下深くで働かされる奴隷であった。この奴隷時代は900年前まで続いたが、800年前にドンキホーテ一族に代わり新たな王となったリク王の慈悲により、必要な物資を国から自由に持ち出しても構わないという契約を交わし、これが「妖精伝説」としてドレスローザに定着するようになった。以来、リク王への感謝を込めてドレスローザを緑豊かな花々が咲く土地に変え陰ながら支えていた。
10年前にドフラミンゴがリク王に代わりドレスローザの王位に就くと、あらゆる植物を育てる力に目をつけられ、人造悪魔の実「SMILE」の製造に利用され再び奴隷として働かされていたが、ルフィ達の活躍によって解放された。
「トンタッタ」の名前は、小人たちの可愛らしい足音に由来する。
ミンク族
毛のある動物の特性を持つ種族。全身の純毛（ミンク）を誇りにしている。主に新世界のゾウに住んでいる。オークション相場は70万ベリー。
動物ならではの習性を併せ持っている。気に入った相手には舐めたり甘噛みしたりする独特のスキンシップ「ミンクシップ」を行い、互いの頬をすり合わせる「ガルチュー」という挨拶をする。また異邦人と衣服の交換をすることが友情の証とされている。全身が毛皮であるため暑さに弱い。魚人や人魚同様、親兄弟でも姿が異なることがある。
男性は「ガラ」・女性は「ティア」といった特徴的な二人称を用いる（例：あいつ→男「あガラ」・女「あティア」、あなた→男「ゆガラ」・女「ゆティア」など。複数形になると「ゆガラら」などになる）。人間からは人間嫌いの種族と思われているが、ミンク族側は人間を毛の少ないサルのミンクと認識して「レッサーミンク」と呼び、同族と見ている（その少ない毛に憧れる者も少なくないという）。性格は温厚な者が多く、総じて仲間意識が高い。毛のある動物の肉は食べないが、毛がない動物であるカバや、鳥類・爬虫類・両生類は食べる。
生まれながら高い身体能力を持つ天性の戦士で、老若男女問わず護身の術を持っており回復力も高い。「エレクトロ」という体から電気を発する技を使う。さらに、満月を見ると真の姿である「月の獅子（スーロン）」という白く凶暴な姿に変身することができる。この姿は記憶の奥底の更なる野生を呼び起こし戦闘力も高くなるが、制御できないと一晩で戦い疲れて死ぬという。目を月光から隠せば元に戻る。
蛇首族（じゃくびぞく）
非常に長い首を持つ種族。オークション相場は70万ベリー。
三つ目族
額に第三の目を持つ希少な種族。第三の目が「真の開眼」をすると、ロジャーの「万物の声を聞く」力と同等の力を得られるという。現時点ではハーフであるプリンのみ登場している。
ルナーリア族
身体から発火する能力を持つ希少な種族。「背中の炎」「黒い翼」「白髪」「褐色の肌」が特徴。現時点ではキング（アルベル）のみ登場している。現在では絶滅したとされており、政府に情報を知らせれば1億ベリーが賞金として与えられる。背中の炎が出ている時は防御力が高くなり、自然界のあらゆる環境下で生存できるという。背中の炎を消すと防御力が落ちる代わりに、技と移動の速度が上昇する。大昔は「神」と呼ばれた種族であり、マリージョアができる以前は「赤い土の大陸」の上の「神の国」に住んでいたという。ビッグ・マムによれば、巨人族・バッカニア族と共にトットランドにいない3つの種族のうちの1つ。
Dr.ベガパンクが開発した新型のパシフィスタ「セラフィム」は、アルベルの血液で強化されているため、ルナーリア族特有の黒い翼と白髪と褐色の肌を持つ。

#### 混血種
巨魚人（ウォータン）
巨人族と魚人族の混血。純血の巨人族ほどではないものの、通常の人間の数倍の巨体を持ち、魚人族ならではの魚の特徴を併せ持っている。フォクシー海賊団のビッグパンがこの種である。
半魚人
人間族と魚人族の混血。見た目は人間に近いが、エラや牙など魚人の特徴も併せ持っている。
半人魚
人間族と人魚族の混血。人魚族同様、上半身が人間・下半身に魚の特徴がある。
手足長人間
手長族と足長族の混血。
バッカニア族
巨人族の血を引くとされる絶滅種。生まれつき通常の人間をはるかに上回る体格と、強靭な肉体を持つが、真の特性は別にあるという。現時点では、バーソロミュー・くまとその父親クラップのみ登場している。巨人族・ルナーリア族と共にトットランドにいない3つの種族のうちの1つで、ビッグ・マムは「歴史の彼方に消えてしまったかもしれない種族」と語っている。五老星は生まれながらの奴隷階級で、かつて世界に対して大罪を犯した一族の末裔と称しており、奴隷になるか死ぬことしか許されていないと語っている。
手足首長
混血種のひとつ。
ドスンダダ族
人間族と小人族の混血。名前は「トンタッタ」より大きな足音に由来する。
ズシンドド族
巨人族と小人族の混血。非常に希少な種族。

### 水棲生物
海王類（かいおうるい）
海に生息する巨大生物のうち、海獣（哺乳類）以外のものの総称。船を飲み込むほど巨大で、性格も凶暴なため人間からは恐れられている。一部の人間には一方的に声が聞こえる。また海王類と会話できる人魚は、世界を滅ぼしかねない力として古代兵器ポセイドンの名を受け継ぐ。「凪の帯」には特に大型の種類が多数生息する。
パンサメ
「東の海」に生息する、パンダのように皮膚が白黒模様になっているサメ。普通のサメと違い歯は鋭くない。非常に義理堅い性格。
海牛（かいぎゅう）
上半身が牛（ホルスタイン）、下半身が魚の特徴を持つ巨大な海獣。鋭い牙を持つ肉食獣。作中ではモームが登場。
『ONE PIECE magazine Vol.1』の「怪物図鑑」によれば、全長36m、体重16t。牛と同じく胃袋は4つあり、反芻することで船の残骸なども徐々に消化できる。胃の中には様々な細菌類や原虫類が無数に棲息しており、毒の影響を受けない。首から腹部にかけて硬質なウロコに覆われており、クジラやアザラシのように体内に多くの酸素を蓄えることができる。ヒレの先にも骨があり、水中での遊泳速度は最大で時速70kmに達する。ヒレの中には鋭い爪が収納されている。
エレファントホンマグロ
象のような長い鼻と大きいヒレを持つマグロ。コックたちから「海の宝石」と言われている奇跡の食材で、食したルフィいわく、鼻の部分が美味しいらしい。本来は「南の海」にしかいないが、時々他の海域にも来ることがある。
アイランドクジラ
「西の海」に生息するクジラ。成長すれば山ほどの大きさになり、その大きさになった個体の肉は町の2・3年分の食料になる。ラブーンがこの種。新世界には、現在のラブーンと同じくらいの大きさの個体の群れがいる。
『ONE PIECE magazine Vol.2』の「怪物図鑑」によれば、頭部は「ハンマーヘッド」というスパイク状に凸凹している頑丈な皮膚。また頭部には「脳油（のうゆ）」と呼ばれる液体が含まれ、これを利用して音波を発信し、障害物の探知や獲物の捜索、音楽の認識をすることができる。
島食い（しまくい）
数多くの島を食べて育った巨大な金魚。糞の大きさも島並みで、この糞は「何もない島」と呼ばれている。リトルガーデン近くに生息しており、出航したメリー号を飲みこもうとしたが、ドリーとブロギーに退治された。
誕生日は4月21日。全長715m。体重120t。
『ONE PIECE magazine Vol.9』の「怪物図鑑」によれば、金魚の一種であるため深海魚のように海底深くまで潜ることは苦手。素早く泳ぐことも得意ではなく、海流に弱く長距離移動ができないため、一定の範囲をナワバリにして獲物を探す。通常の金魚と違い歯があり、島の地表をも食い潰すほど頑丈。胃にあたる部位がなく、食べた物は腸で貯蔵・消化される。胃袋がないため満腹中枢の働きが弱く、常に餌を求めている。糞はゼリー状の膜に覆われており、海水を含んで膨張し海面に浮かび上がると、長い年月をかけて乾燥していく。
海ネコ
上半身が猫、下半身が魚の特徴を持つ巨大な海獣。サンディ島近海に生息し、アラバスタ王国では神聖な獣として崇められている。左耳にイヤリングのような耳毛が生えている。
クンフージュゴン
アラバスタ近海に生息する、とても強いジュゴン。上半身は甲羅に覆われている。通行人に戦いを挑み、負けると弟子入りしてついていく習性を持つ。旱魃の影響で、海水が逆流したサンドラ河にも出現した。
サンドラマレナマズ
サンディ島サンドラ河にだけ生息する巨大なナマズ。ごく稀にしか現れないのでこの名がある。人間が大好物という危険生物だが、肉は食用になる。
海イノシシ
「偉大なる航路」に生息する海獣。鋭い嗅覚が武器で、人間を襲うこともあるが、大きな海王類には怖気づいて逃げ出す。
空魚（くうぎょ）
海雲にすむ魚。
空の環境に適応するための進化を遂げた結果、平たい体に羽毛のように軽い鱗を持つ。肉は独特の弾力があり、とても美味しい。
ゲーム「アンリミテッドクルーズSP」では、「スカイフィッシュ」という名前で登場する。
特急エビ
白海名物の巨大エビ。上層の白々海には、より速く泳ぐ超特急エビがいる。
スカイロブスター
「空の幸」と呼ばれるエビ。白々海きっての美味中の美味。
タコバルーン
体内に空気をため込むと、気球のように膨れ上がる空島名物のタコ。空島では膨らみ、地上ではしぼむ性質を持つ。ルフィたちが青海に帰還する際に用いられた。
シーモンキー
名前の通り上半身が猿、下半身が魚の特徴を持つ巨大な海獣。集団で行動し、悪戯で大波を起こし船を沈める。
七色ウツボブラザーズ
それぞれ異なる色をした、七匹の大ウツボ。美しい音色につられて、海上に現れる。
ヤガラ
ウォーターセブンに生息する、顔を水上に出して泳ぐ魚。馬のような顔をしている。水水肉が大好物で、鳴き声は「ニ～」。
人を乗せられるほど大きくて力持ちで、歩道よりも水路の方が多いウォーターセブンではヤガラの背中に小船を乗せて人や物を運ぶ「ブル」という乗り物が重宝されており、ブルがレンタルできる貸しブル屋もある。乗馬のようにヤガラに頭絡を付け、手綱を使って操る。大きさによってヤガラ、ラブカ、キングの3種類に分かれており、キングに至っては巨人族ほどの大きさになる。
海ダヌキ
上半身が狸、下半身が魚の特徴を持つ巨大な海獣。動物やものに化けることができる。アニメでは雑食という設定。
海兎
上半身が兎、下半身が魚の特徴を持つ巨大な海獣。ケイミーとパッパグを飲み込んでいた。
トビウオ
トビウオライダーズ（現・人生バラ色ライダーズ）が乗り物としているトビウオ。正式名称不明。
人を乗せられるほどの大きさで、トビウオライダーズはシートとハンドルを付けてさながらバイクのように乗り回している。一度飛び立てば、5分間は飛行し続ける事ができる。空中で旋回したり上昇したりと、飛行能力は高い。遊泳速度は海の生物中でもトップクラスだが、人魚には敵わない。
遊蛇（ユダ）
九蛇海賊団の船を牽引する、巨大な毒海ヘビ。
クラーケン
「北極の怪物」と称される巨大なタコ。カリブー曰く「殺戮に飽きることを知らず、船を狙って大海原を駆け巡る悪魔」「人間の敵」。しかし、スルメと名付けられた個体は、ルフィに倒された後に手懐けられた。
『ONE PIECE magazine Vol.10』の「怪物図鑑」によれば、全長300m、推定体重4000t。吸盤の接着力を維持するため頻繁に脱皮を繰り返しており、再生力も高い。魚よりも高い視力を持ち、深海でも獲物を正確に捉えられる。身体の90％が筋肉で形成されており、3つの心臓が筋肉を機敏に動かすための酸素を送り込む役割を担う。また、身体は高い柔軟性があり、人語を理解するなど知能も高い。一方、皮膚を変色させる擬態の特性は持っていない。
海獅子（うみじし）
上半身がライオン、下半身が魚の特徴を持つ巨大な海獣。新魚人海賊団の手下。
海熊（うみグマ）
上半身が熊、下半身が魚の特徴を持つ巨大な海獣。新魚人海賊団の手下。
ニュウドウカジカ
深海に生息する「おっさん魚」と呼ばれる深海魚。作中では船並の大きさだが、実物は60cm程度。
闘魚（とうぎょ）
牛のような角と鋭い牙を持つ凶暴な魚。金魚の一種。海獣並の大きさで、鉄橋も簡単に破壊する。200年前からグリーンビット周辺に住み着くようになり、人の往来を無くす原因になった。肉は食用になる。コリーダコロシアムでは、小型の「リトル闘魚」が飼われている。
実在する闘魚（ベタ）とは無関係である。
ナワバリウミウシ
万国（トットランド）近海の海にいる軟体生物。ビッグ・マム海賊団はナワバリウミウシから発する「警告念波」で、ナワバリに入った船が味方かどうか判断する。
ヨロイオコゼ
熱々海に生息する毒の皮を持つ巨大魚。毒の効き方が特殊で、普通なら巨人族でも即死する程の猛毒を持ち、毒への強い抗体を持つルフィですら絶命寸前に追い込まれた。ただし、皮以外は食べても問題はなく、美味である。
春ダコ（はるダコ）
ワノ国近海に生息する、ねじり鉢巻きをした巨大なタコ。おせっかいな性格で、自分が考えた演出で誰かを楽しませることを生き甲斐にしている。囃子のように「イヨ～ッ、ポン！」と音を出す。花の都の湯屋では三助（声 - ボルケーノ太田）として働いている。
夢鯉（ゆめごい）
ワノ国近海に生息する巨大な鯉。いつか龍になりたいと願っている。荒波を物ともしない力を持ち、この鯉に船を引かせて滝を登る「滝登り」がワノ国に入国する手段。
たわし魚（たわしうお）
胴体にトゲを持つ魚。ベガパンクはこの魚が泳ぐプールで、巨大な頭を洗っていた。

### 陸上生物
珍獣
「東の海」の孤島に生息する、複数の獣類の特性を併せ持った動物。ニワトリ風のトサカが生えたキツネ風生物「ココックス」、ライオンのようなタテガミが生えたブタ風生物「ライオンブタ」、長い耳とふさふさな体毛に覆われたヘビ風生物「うさぎヘビ」などがいる。
ブロントザウルス
リトルガーデンに生息する草食恐竜。
ハイキングベア
ドラム島の山に生息する白熊。体長約7m。好物はどんぐり。
山を愛しており、登山マナーに厳しい。マナーを守らない者にはその場で一時間正座という罰を与える。登山マナーである、すれ違う時の一礼を忘れなければ特に危害は無い。
ラパーン
ドラム島に生息する、クマの体格にウサギの俊敏さを併せ持つ強暴な肉食雪ウサギ。体長約180cm。好物はトナカイの肉。
常に集団で行動し、雪崩を起こすことができる。木を使ったスノーボードが得意で、飛び跳ねる時は「ぴﾟょーん」（ぴの半濁点が2つついている）という音をたてる。決して人には懐かないと言われているが、受けた恩は返す義理堅さを持つ。新世界編ではサクラ王国の平和部隊に参加する個体が登場しており、世界会議にも随伴している。
ホワイトウォーキー
ドラム島に生息する毛の長いカバ。通称「毛カバ」。雑食性。雪山の気候に適応したことで足が長くなっている。かなりのものぐさで、普段は足を折りたたみ、ゆっくり歩く。ワポルが連れているロブソンがこの種。
砂漠のイチゴ
アラバスタの砂漠に生息するクモ。イチゴに似ているが猛毒を持ち、誤って食べれば中毒死する。食べた者の死体に触れても毒が伝染する。
ヒッコシクラブ
アラバスタの砂漠に生息する巨大カニ。普段は砂漠に潜っており、その姿を見かけることが少ないことから幻とされている。足は速いが、水は苦手。踊り子が好き。
バナナワニ
アラバスタに生息する、頭部にバナナ型のコブがある巨大ワニ。海王類さえ餌にするほど獰猛。体長約30m。好物は海獣の肉。
『ONE PIECE magazine Vol.11』の「怪物図鑑」によれば、全長30m、推定体重5.5t。脳が大きく、爬虫類の中で最も利口。バナナのようなコブは、ラクダのようにエネルギーを貯蔵できる仕組みとされている。
F-ワニ
バナナワニの一種。頭と尻尾の2か所にバナナ型のコブがある。性格は温厚で、アラバスタの動物の中では超カルガモに次いで、足が速い2位の脚力を持つ。
サンドラ大トカゲ
アラバスタの砂漠に生息する、トカゲの中で最大級の爬虫類。砂の中で通行人やラクダなどの獲物を待ち、主に2匹1組で狩りを行う。鋭い牙と爪を持つが、体があまりにも巨大で獲物を丸呑みにすることが多いため、あまり使用しない。
ヤサラクダ
アラバスタで主要な移動手段となっているラクダ。やさぐれているが、女性には甘い。マツゲがこの種。
雲キツネ
白々海に住む白いキツネ。通常のキツネより尖った鼻と大きな尻尾が特徴。コニスが連れているスーがこの種。
雲ウルフ
空島「神の島」に生息する狼。群れで行動し、炎には全く怯えない。
ロングロングアニマルズ
ロングリングロングランドに生息する、通常の生物とは比較にならないほど体が拡張している生物たち。モチーフとなった生物の韻を伸ばして「ウ〜〜〜〜〜〜マ」などとネーミングされている。基本的に縦長だが、何故か「ユキヒョ〜〜〜〜〜〜ウ」だけは横長である。
角界ガエル
相撲好きなカエル。強力なハリ手が武器。ヨコヅナがこの種。
女ヶ島の蛇
女ヶ島に住む、九蛇の戦士が所有している蛇。平時は戦士に巻きついている。弓や杖になるほど硬化する（戦士の覇気によるものか、固有の性質かは不明）。それとは別に、女ヶ島には鉄のロープのような蛇も生息している。
ヒューマンドリル
クライガナ島に生息する、人間のマネをして学習するヒヒ。穏やかな人間のそばにいれば穏やかに育つが、クライガナ島で起こった戦争で凶暴な人間を見て育ったため、武器の扱いを覚えている。
伝書バット
伝書鳩のように手紙を運ぶコウモリ。主に世界政府が連絡手段として使用している。
竜（ドラゴン）
パンクハザードに生息する、Dr.ベガパンクが護衛用に造り出した人工生物。元来は想像上の生き物とされており、島を訪れたルフィたちを驚愕させた。翼で空を飛び、口からは火を吹く。頑丈な鱗や強力な牙を持つ。どんな環境にも適応できるという。性格は凶暴で、鎮静剤を使わないと扱いが難しい。
ドラゴン十三號（ドラゴンじゅうさんごう）
燃える島で護衛の役割を担っている大型の竜。誕生日は6月3日。全長70m以上。ふたご座。好物は侵入者の肉。
ドラゴン十三號という名前は天竜人が命名したもので、13回目の実験でようやく成功し誕生したことが由来。パンクハザード編で麦わらの一味を襲うが、ゾロに首を斬られ、ルフィ達に食べられた。
『ONE PIECE magazine Vol.5』の「怪物図鑑」によれば、高さ70m以上、体長95m以上、体重1.8t以上。骨はカーボンに近い性質で、丈夫なだけでなく強い気流に耐えて飛べるほどの軽量さを併せ持つ。体内に発火とガスの生成を担う火炎放射器のような器官があり、自らガスを生成できる。よだれは可燃性で油に近い性質を有している。鼻の穴が大きいのは火を吐くために必要な酸素を一気に取り込むため。
ドラゴン二十一號（ドラゴンにじゅういちごう）
氷の土地で護衛の役割を担っている小型の竜。十三號と比べて、俊敏性、頑丈さ、獰猛性が向上している。研究所内でブルックと錦えもんに斬られた。
リニアフォックス（コーンエクスプレス）
トンタッタ族が飼っている大型のキツネ。毛並みは柔らかく、足が速い。
イエローカブ
トンタッタ族が飼っている山吹オオカブトムシ。｢TAL（トンタッタエアライン）ジャンピングサービス｣は、複数のイエローカブに繋がったロープを両手に1本ずつ持って落下することにより、人間は飛ぶことはないが落下を減速し屋根を蹴ると上昇を助けるため、風船の感覚で移動できる。
ワーニー
ミンク族が乗り物代わりにしている、足の長い巨体のワニ。百獣海賊団の者達も使っていた。
ナイタミエ・ノリダ象
関節が一つ多く、普通の象よりもはるかに長い足を持つ象の学名。「ゾウ」と呼ばれるモコモ公国の「象主（ズニーシャ）」がこの種。
狒々（ひひ）
ワノ国に生息する巨大なサル。刀を使うことができる。ひひ丸がこの種。
狛犬（こまいぬ）
ワノ国に生息する、獅子や犬に似た巨大な動物。炎のような体毛を持つ。お玉が連れている狛ちよがこの種。
狛鹿（コマしか）
ワノ国に生息する、炎のような毛を持つ鹿。何事にも動じない性格で、戦闘はあまり得意ではない。
狛鶏（コマとり）、狛デーン（コマデーン）、狛虎（コマトラ）
ワノ国に生息する、狛犬と同じく炎のような毛を持つ動物たち。いずれも強靭な脚力を持つ。
マッドサウルス
百獣海賊団がワノ国に持ち込んだ、鋭い牙を持つ獰猛な肉食恐竜。足が速く、百獣海賊団が移動手段として使っている。
ワニザメ
ワノ国に生息する、巨大な陸ザメ。性格は獰猛で、巨体に似合わぬ俊敏さで虎や猪をも捕食する。
白猪
ワノ国に生息する、白いイノシシ。ワノ国では「神の使い」とされる幻の動物で、1白金（立派な家が建つ金額）の価値がある。親猪は山のような大きさで、子供が人に攫われると人里に下りてくる。数百年前には、一晩で郷一つを全壊させたという。
蜜蜂兵（スティングモル）
エルバフの「ブロックの国」を警備する蜂の兵士。ルフィによって巣と共に殴り倒された。
ヨルムンガンド
別名「終末の大蛇」。キリンガム聖の能力で具現化したヨルムンガンドのMMAがセイウチの学校を襲ったが、サウロとキバに討伐された。
巨狼（フェンリル）、火死人（ドラウグル）、雷竜（ニーズホッグ）
エルバフの子供達が「恐いもの」として思い描き、キリンガム聖の能力で具現化した怪物たち。火死人は作中世界にも実在しない。
スッチー
アニメオリジナル。ゾウに生息する、蜂のような巨大な虫。通称「吸血バチ」。獰猛な性格で、「象主」の血をも吸って弱らせてしまうため、ゾウでは見つけ次第駆除することになっている。光に反応して引き寄せられる習性を持つ。キャロットによると、毛の少ない動物はあっという間に全身の血を吸い尽くされて死んでしまうという。
エンテロ豚（エンテロトン）
小説オリジナル。「地獄の豚」「魔獣」と称される巨大な豚。体格は大型のサイほどの大きさ。外見はイボイノシシに近く、長い牙と尖った歯を持っている。肉が好物で、目の前の何にでも喰ってかかる凶暴な性格。

### 鳥類
ニュース・クー
全世界の船乗り相手に、新聞を配達するカモメ。ただし「凪の帯」には来ない。交渉すれば、手紙を運んでもらうこともできる。政府非加盟国への配達は行わない。好物は魚（特にイワシ）。
雪鳥（スノウバード）
ドラム島など、雪の多い地域に生息する鳥。雪のように白い羽毛を持ち、至る所に巣を作る習性がある。作中ではワポルの「ロイヤルドラムクラウン7連散弾ブリキング大砲」の銃口に巣を作っており、ブリキング大砲を不発させた。
超カルガモ
アラバスタに生息する大型のカルガモ。水かきはないが強靭な足腰を持ち、アラバスタの動物のなかでは最も足が速い。物を食べる時歯が出る。カルーがこの種。
ワルサギ
アラバスタに生息するサギ。砂漠の通行人を死んだふりで騙し、食料や荷物を奪い取る。奪取の際には走って逃げる習性がある。
四方鳥（しほうどり）
ジャヤに生息する、常に特定の方角を向き続ける鳥。「サウスバード」「ノースバード」「ウエスタンバード」「イースタンバード」の4種が存在する。別の方角を向くと落ち着かなくなってすぐに元の方角へ向き直す習性があり、方位磁針替わりに利用できるため、昔の船乗りに重宝されており、過去には4種を連れた心配性な船乗りも存在したという。向く方角が親から遺伝する事はない。鳴き声は「ジョ〜」。
ジャヤ編でサウスバードが登場。スカイピアの「神の島」には、巨大なサウスバードが生息する。新世界編で、サウスバード以外の3種も登場した。
天点鳥（テンテンドリ）
空島に生息する珍しい鳥。頭と尾を除いた全身に水玉模様がある。知能が高く、人の言葉を理解できる。ガン・フォールの相棒ピエールがこの種。
三丈鳥（さんじょうちょう）
空島に生息する大型の鳥。シュラが連れているフザがこの種。
超スズメ
「南の海」に生息する巨大なスズメ。主食は超ミミズ、超チンアンコウ、超ザメなど。イトミミズが連れているチュチューンがこの種。
マスケレドモ・ゴアユー鳥（バード）
「南の海」トリノ王国に生息する巨大な怪鳥。狩猟民族と争いを繰り返していたが、チョッパーの仲介で和解した。
超ペンギン
巨大なペンギン。立ち泳ぎが得意。クザンと行動を共にしているキャメルがこの種。

### 植物
アミウダケ
ドラム島の山奥に生えている毒キノコ。口にすると、わずか1時間（アニメでは半日）で全身に猛毒が広がり、死に至る。
メスカルサボテン
アラバスタ・エルマル近辺の砂漠に生えている、小さな丸型のサボテン。幻覚剤の材料として用いられ、食べると重度の幻覚症状を引き起こす。
コナッシュ
空島にある、甘い果汁が特徴の木の実。カボチャ程の大きさ。表皮は鉄のように硬いが、底のへたを切りぬくことで果汁を取り出せる。
巨大豆蔓
空島「神の島」にある、シャンドラの遺跡を貫く巨大な豆の蔓。頂上にはエネルがいる神の社があった。約400年前、ジャヤが空島に飛ばされた際、この蔓により、黄金の鐘楼は別の場所に飛ばされた。
身縒木（みよりぎ）
シャンディアにとって神聖な白色の木々。亡くなった過去数百年の先祖たちの魂が、鐘の音に導かれその身を宿すという。
全知の樹
かつてオハラに存在した、樹齢5000年を超える大樹。中にはオハラ図書館考古学研究所があり、世界中から集められた膨大な重要文献を優秀な考古学者たちが管理していた。
宝樹アダム
世界にたった数本しかなく、たとえどんなに激しい戦争を繰り返してもそこに立ち続け、何が起きても倒れないと言われる最強の巨大樹。
裏ルートでその木材が出回ることがあり、サウザンドサニー号建造に必要であっただけの量をフランキーが仕入れた時の時価は、2億ベリー弱。史上唯一の世界一周を果たした海賊王ロジャーの船「オーロ・ジャクソン号」は、この樹を使って造られた。エルバフ島に生えている宝樹アダムは特に樹齢が長く、樹の上に巨人達が暮らす国が作られている。
ホラー梨
スリラーバークに生えている梨。見た目は茄子に似ており、皮は不気味な色をしている。タルトにすると絶品で、半生に焼くことがポイント。
ヤルキマン・マングローブ
世界一巨大なマングローブ。根は深海1万メートルより下にあり、そこから生えている。シャボンディ諸島はこの木が集まって構成されている。根から特殊な天然樹脂が分泌されており、呼吸の際にそれが空気で膨らんでシャボン玉を作り出す。シャボン玉の耐久力は非常に高く、海底を航海するためシャボン玉で船を覆う「コーティング」に使われる。木の生息に適さない気候の範囲に出ると、シャボン玉は消滅する。
カラダカラキノコガハエルダケ
女ヶ島に生えているキノコ。食べると全身にキノコが生えてきてしまい、やがて生気を吸われて死んでしまうという。対処方法は、キノコを抜き残った根を焼くこと。
ストマックバロン
ボーイン列島の正体である、島サイズの超巨大植物。普段は放射状に広がる形をしており、内部には豊富な食料がある。それに誘われてやってきた獲物が集まると、中央部に穴が開き花弁を閉じて獲物を丸呑みにする。大型の海王類ですら餌食にしてしまう。ここにやってきた獲物が逃げようとすると巨大昆虫や巨大な食虫植物が襲い掛かって妨害する。
ポップグリーン
ボーイン列島のグリンストンに存在する、攻撃的かつ瞬発的な成長を遂げる植物の種。ヘラクレスンとの2年間の修業を経て、ウソップが武器として使用している。
ダフトグリーン
劇場版第10作に登場した、動物の嫌う匂い（毒）を発する樹木。毒のない同系の樹木が、ルスカイナに生えている。
陽樹イブ
太陽の光を、海底まで届ける巨木。樹の根が地上の光をそのまま伝え、空気も供給する。魚人島は、この恩恵を受けている。宝樹アダムとの何らかの関係が示唆されている。
クウイゴス
高い浮力を持つ木。逆さから読むと｢すごい浮く｣となる。コーティング船が海上に浮上する際に使われる。
エレガントフラワー
太陽のような強い光を発する「発光花」。見た目はひまわりに近い。
フワッフラワー
ロビンがハナハナの実の能力を発動した時に出る花。ロビンの技の華麗さを演出している。
邪含草（じゃがんそう）
煎じて飲むと、毒への特効薬となる薬草。即効性は高いが、体の毒が全て消えるわけではない。
GPフラワー
ベガパンクがMADS所属時代に開発した、火薬に咲く花。この功績でベガパンクはイベル平和賞を受賞した。ひばりは、GPフラワーを使った「お花弾」を武器として用いる。

## 道具

記録指針

悪魔の実（あくまのみ）
食べると様々な特殊能力を身に付けることが出来るが、海に嫌われ泳げなくなる身体になってしまう果実の総称。作中ではこれを食べた者を「悪魔の実の能力者」と呼び、食べた者はその能力を扱える「○○人間」と自称する。
記録指針（ログポース）
「偉大なる航路」を航海する上で必要になる特殊なコンパス。通常のコンパスとは違い、滞在地の「記録（ログ）＝磁気」を貯めることで次の目的地を指すようになる。球形で、東西南北だけでなく上下までをも指し示せる。腕時計のように手首に装着するのが一般的。
新世界用の「記録指針」は針が3本あり、3本の指針はそれぞれ別の島の磁気を記憶する。航海者は3本の航路の中から進路を己の勘で選び、進むことができる。針の動きが異常なほど、たどり着く島の危険度は高い。磁気に異常をきたす程の危険がその島で起きている。
永久指針（エターナルポース）
磁気を永久的に記録させることで、特定の島を指し示すようにした「記録指針」。砂時計形の入れ物に入っている。
海楼石（かいろうせき）
ワノ国で生まれた、海と同じエネルギーを発する鉱物。「海が固形化したもの」と言われ、悪魔の実の能力者の力を無効化できる。このため対能力者用の装備として、手錠や足枷、牢の檻や網など、様々な形で海楼石が用いられている。硬度はダイヤモンド並に硬い為、劇場版第12作のゼットによれば加工は容易ではなく、釘や銃弾のように小さく加工できる技術者はワノ国にしか存在しない。また、「パイロブロイン」という成分が含まれており、空島の海雲・島雲はそれによって形成される。
海軍本部の軍艦は、海楼石を船底に敷き詰めることで海と同化し気配を消して海王類を欺くことで、比較的安全に「凪の帯」を航行することができるが、100%ではない。
ダンスパウダー
霧状の煙を発生させて雲中に散布することで雲が成長し、雨を降らせることができる粉。
昔どこかの雨が降らない国の科学者が造り出した代物で、最初はダンスパウダーを開発した国も、その名の通り踊るように喜んだという。しかし、ダンスパウダーは人工的に雲を成長させて降雨させるため、風下の隣国に自然に降るはずだった雨まで奪ってしまうという事実が判明。それが戦争のきっかけになり、多くの命が奪われることになってしまった。以来、世界政府はダンスパウダーの製造・所持を世界的に禁止している。
現実世界のヨウ化銀がモデル。
豪水（ごうすい）
飲むと一時的に超人的な力を得るが、命が削られるという諸刃の剣である水。飲んだ後には腕に特徴的なアザができる。アラバスタのツメゲリ部隊が使用した。チャカの台詞からすると、一気に命（余命）が削られる模様で、数分の命だという。ツメゲリ部隊は豪水を飲み、その力でクロコダイルを討とうとするも、副作用で吐血して全員が死亡した。
ビブルカード
別名「命の紙」。爪の持ち主のいる方角と生命力を啓示する特殊な紙。新世界にしかない店で、自分の爪の切れ端を混ぜて作られる。幻の島ゾウでも、加工ができる模様。
一部を破り取って床や掌などに置くと、カードの親紙の方に向かってジワジワと動く。濡らしても燃やしても平気。爪の持ち主の命が消えかかるとコゲて小さくなり、元気になると元の大きさに戻る。また、爪の持ち主が死亡した場合は完全に燃え尽きて消滅する。トットランドのホーミーズ達は、このビブルカード（ビッグ・マムの）から持ち主の魂（ソウル）を感じ取ることができ、それを持っているナミには手を出せずにいた。
トレジャーマーク
一見するとガラスのバンドだが、キャプテン・ジョンの財宝の在り処を示すらしい。元々はゲッコー・モリアの宝だったが、ペローナがサウザンドサニー号に宝を積み込んで、そのまま置いていったのをルフィがナミから了解を得て自分の物にし、以降は自分の左腕につけている。インペルダウンにてバギーに言われるまで、ルフィはその価値を知らなかった。頂上戦争の際、バギーがエース救出を手伝うのを条件にトレジャーマークを要求してきたため、ルフィが前払いとしてバギーに渡した。
玉手箱
リュウグウ王国に代々受け継がれてきた国宝である宝箱。中には「E・S（エネルギー・ステロイド）」が保管されていた。中身については「千人力の力を得る薬」「ただ歳をとる薬」といったあいまいな言い伝えが残っており、ネプチューンはE・Sの危険な効力を封印するために、固く守られてきたと推測している。
10年前、ホーディ・ジョーンズが中からE・Sを盗み出し、その後に右大臣によって泥棒対策として、開けると大爆発を引き起こす程の大量の爆薬が仕掛けられた。魚人島編でカリブーが盗んだが、ルフィ達の手で取り返される。その後、ビッグ・マムに献上するはずだった菓子の代わりとして、そのまま彼女の手に渡った。ホールケーキアイランド編で、結婚式の祝宴において中身が披露される予定だったが、混乱に乗じてル・フェルドやステューシーが盗もうと企む。その最中にホールケーキ城から落ちてしまい、その衝撃で爆発して城を崩壊させ、ルフィ達の危機を救った。
E・S（エネルギー・ステロイド）
玉手箱の中身である伝説の丸薬で、新魚人海賊団が使用する「凶薬」。ホーディが玉手箱から盗み出し、ゼオによって大量に複製された。1粒飲めば2倍、2粒でさらに倍の腕力を得ることができ、体力も回復可能。過剰に摂取すると肉体が覚醒する時の発作でかなりの苦痛を伴うものの、体格が変化し一時的にパワーが大幅に増す。また、ホーディ達は覚醒後は目が赤くなり、より凶暴性が増している。一時的な力と引き換えに寿命を大幅に縮めてしまう代償があるため、ルフィたちに敗れた後にホーディたちは全員年老いてしまった。
バブリーサンゴ
押すと中からシャボン玉が飛び出る、小型のサンゴ。人魚たちは足で歩くことが難しいため、移動用に常備している。
ワポメタル
形状記憶合金。短期集中連載『ワポルの雑食バンザイ』にて、ワポルが「バクバク工場」でおもちゃを作っている時に生み出された新合金。「フランキー将軍」に導入されている。
NHC10（エヌエイチシーテン）
覚醒剤。世界でも決められた国の決められた医師しか扱うことが許されていない。本来の用途は病気の治療だが、中毒に達する極量まで使うことはない。強力な依存性があり、シーザーは実験に利用していた子供たちに逃亡防止のため、異常投与していた。
アニメでは「ドラッグ」と表現された。
SAD（エスエーディー）
人造悪魔の実「SMILE」の原料となる、様々な動物の「血統因子」を混ぜ込んだ液体状の薬品。シーザーのみが製造法を知っており、パンクハザードにあるシーザーの研究所で製造されていた。副作用として、悲しみや怒りの感情を失い、ただ笑うことしか出来なくなってしまう。
SMILE（スマイル）
動物系の「人造悪魔の実」。ドンキホーテ・ドフラミンゴの持つ工場で、SADを原料に作られる。
タタババスコ
世界一辛いとされる調味料。作中では、シュガーに食べさせるため、トンタッタ族がシュガーの好物であるグレープ状にしたものを用意した。トンタッタ族が50人で実験したところ、100％気絶し、18人が死にかけたらしい。実際にウソップが食べた（正確にはシュガーに食べさせられた）際には、あまりの辛さに凄まじい勢いで絶叫し、それを見たシュガーまでも驚いて気絶した。
珀鉛（はくえん）
北の海にかつて存在した国「フレバンス」の地層から発見された鉛。この鉛の作用でフレバンスの街は一面白一色であった。珀鉛からできる食器、塗料、甘味料、化粧品、武器などはかなりの良質で世界中から買い手がつき、珀鉛はフレバンスの一大産業となった。世界政府も商品を運ぶ運輸業に参入し、巨万の富を生みだした。
しかし、この物質には微量であるが毒が含まれており、掘り起こさなければ人体に影響はないが、接触し扱い続ければ人体を蝕んでいく。世界政府とフレバンスの王族は産業が始まる100年以上も前に地質調査でこの事実を把握していたが、巨万の富に目が眩み、事実を隠蔽していた。そのため、フレバンスの国民は知らぬ間に珀鉛の毒に侵され、各世代が一斉に「珀鉛病」を発症することとなった。
酒鉄鉱（きてつこう）
産出国が限られている、特殊な鉱物。ドレスローザから輸出されていた武器に含まれていた。
DOMシューズ（ドムシューズ）
エッグヘッドの研究層に入る際に履く靴。見た目は重そうだが、重量は軽い。体格に合わせ自在にサイズが変化する。研究所内の磁力で地面に固定し、動きを制限させることができる。ホバー機能もあり、横のボタンを押しながらレバーを押し込むと発動する。
太陽石（ペインター）
エルバフの巨人達が持つ、虹を描くことができる石。樹上にあるエルバフの村に行くには、太陽石を使って描いた虹を渡る必要がある。雪の降る間は使えないという。

### 電伝虫関連
電伝虫（でんでんむし）
電波（念波）で仲間と交信する性質を持つカタツムリのような姿をした生物。人間が受話器やボタンを取り付けたことで、特定の電伝虫と交信し、電話のように使用することが可能になっている。部品を接続すればファックスとしても使える。部品を外すと簡単に野生に戻る。大きいので携帯には不便だが、世界中との通信が可能。公衆電話のようにボックスの中に置かれた「公衆電伝虫」もある。
電伝虫は擬態能力を持っており、身近な人の容姿や特徴を真似て姿を変えることができる。人間が受話器に喋ると、受信側の電伝虫が、喋っている人間の表情を真似しながら声を伝える。その際にどのような姿になるかは全て個体の気分次第で、特に法則性はない。人間に捕まると生活と安全が保障されるので、人に捕まることを嫌がらない。好物は草（特にアジサイ）。
使用していない時は眠っているほか、生物であるため極寒など過酷な環境では使用できない。着信音を意味する鳴き声は「プルルルル」。しつけやエサ次第で、着信音の音量調整が可能。電伝虫が泣き出すのは緊急信号だが、海軍が使う罠の可能性もあるため信憑性は50%以下とされている。
以下のように、多数の亜種が存在する。変種の数は10種類以上。
子電伝虫
手乗りサイズで携帯に便利。ただし念波が弱く、通信範囲は狭い。
黒電伝虫
盗聴用の非常に小さい種。一般の電伝虫とは別種で、成長しても大きくならない。他の電伝虫の念波を傍受できる。
ゴールデン電伝虫
バスターコール発動専用の貴重種。殻にバスターコールを発動させるスイッチがある。その名の通り体中が金色。
シルバー電伝虫
ゴールデン電伝虫からの受信用の電伝虫。白髭を生やしている。
監視電伝虫
動きまわり監視ができる電伝虫。見ている内容は受信用の電伝虫に送信される。
映像電伝虫
映像と音声を送信・受信できる電伝虫。大人と子供で役割が異なり、子供の「カメコ」はカメラの役割を果たし、写真や動画をストックすることもできる。大人の「プロコ」は映像を受信し、スクリーンに映し出す力も持っている。
自走式映像転送電伝虫
劇場版第10作に登場。大きい方の映像電伝虫とほぼ同じサイズで、自ら動きまわり映像を送信する。
白電伝虫
希少種。盗聴妨害の念波を飛ばすことができる。他の電伝虫と接続して使用する。
ツノ電伝虫
念波妨害を行うことができる。
配信電伝虫
全世界に映像を配信できる電伝虫。三角形でウズ貝のような形をしている。
雪電伝虫
防寒音声認識型の電伝虫。僅かに人間の言葉を理解することができ、手を使わずとも呼びかけるだけで使用可能。
電語虫（でんごむし）
ダンゴムシのような殻を持つ電伝虫。エルバフ国内でのみ使用可能。
タニシ
ワノ国で使用されている、外海の電伝虫と同様の性質を持つタニシ。電伝虫と同じく、個体同士での通話が可能。おでん処刑からの20年の間にワノ国で普及し、現在では一般的な伝達手段として使用されているが、時を超えてきた錦えもん達はタニシの存在を知らなかった。
しかし、電伝虫よりも念波が非常に弱い欠点がある。個々のタニシの念波は、各郷に一匹いる「親分タニシ」という大型のタニシに送られ、そこから念波を飛ばす方式となっている。そのため、親分タニシが何らかの事情で使えなくなると、その郷では通信不能となる。
スマートタニシ
携帯用の小型のタニシ。細長い筒状の貝殻が特徴。通称「スマシ」。
光画タニシ（ひかりえタニシ）
映像電伝虫と同様、映像と音声を送受信できるタニシ。普通の人間と同じくらいの大きさ。

### 貝（ダイアル）
空島に存在する特殊な貝（厳密には死んだ貝の殻）で、殻頂を押す事でそれまでに溜め込んだエネルギーを自在に放出できる性質を持つ。空島での戦いの後にウソップがいくつか持ち帰り、彼やナミの装備品などに使用された。青海でも、一部出回っているらしい。
風貝（ブレスダイアル）
気体を蓄えて風として噴出する。ウェイバーや貝船の動力として使われる。
噴風貝（ジェットダイアル）
絶滅種。風貝の数倍の放出力を持ち、数多く集めれば重い船体をも浮かせる事が可能。
音貝（トーンダイアル）
音声を録音し、再生できる。マリンフォード頂上戦争から2年後の青海では、技術開発により養殖と改良に成功し、2枚組のヘッドホンや再生機として流通するようになっている。略称は「TD」。
灯貝（ランプダイアル）
光を蓄える。長時間微弱な光を放つことも可能。
閃光貝（フラッシュダイアル）
灯貝の数倍の放出力を持つ種であると思われる。微弱な光ではなく、ため込んだ光を一気に解放する為、閃光のような光を放つ。
炎貝（フレイムダイアル）
炎を蓄える。オーブンやコンロに使用されている。
匂貝（フレイバーダイアル）
香りのある気体を蓄える。
映像貝（ビジョンダイアル）
映像を記憶する。カメラの部品として使われる。
水貝（ウォーターダイアル）
水を蓄える。
衝撃貝（インパクトダイアル）
金鎚で打つなどの方法で衝撃を蓄える。武器として使う場合手の平に手袋やバンテージで固定して使用する。ただし反動が強く、使用者も体を痛める可能性がある。衝撃を蓄える性質から相手の攻撃からの防御にも応用できる。
排撃貝（リジェクトダイアル）
絶滅種。衝撃貝の10倍の放出力を持つ殺傷力の高い貝。反動も衝撃貝より非常に強く、使用者の命をも削るほど。このため、常人ならば「一発放つだけでも自殺行為」と称されるほど危険な諸刃の剣。
熱貝（ヒートダイアル）
熱を蓄える。炎貝のように炎を放出する事はできないが、「火の槍（ヒートジャベリン）」のように温度次第で発火することもある模様。
斬撃貝（アックスダイアル）
斬撃を蓄える。スカイピアには存在しない貴重種らしく、盾などを容易に切り裂く放出力を持つ。
雲貝（ミルキーダイアル）
あらゆる加工雲を蓄える。加工雲自体、空島の環境でなければ力を発揮しないため、青海では使用不可能。
雷貝（サンダーダイアル）
ゲーム「アンリミテッドクルーズ」に登場。 電撃を蓄える。ただし、放出させた時の威力は相手をしびれさせる程度にしかならない。
狂乱貝（マッドダイアル）
ゲーム「海賊無双2」に登場。 怪しげな霧を噴出する。その霧を吸った者は正気を失い、敵味方を問わず襲い掛かるほどに凶暴化する。
操作貝（コントロールダイアル）
ゲーム「海賊無双2」に登場。狂乱貝の霧を吸った者を、意のままに操ることができる。

## 武器・兵器

### 銃
フリントロック式ピストル
海賊が使用する、一般的な銃。引き金を引くと火打ち石の要領で火薬に点火して弾が飛ぶ、火縄銃が一歩進化した形の武器。弾は基本的に一発限りだが、Mr.5が所有する南の海の新型「44口径6連発リボルバー」など、連射が可能な銃もある。
監獄弾（かんごくだん）
海軍が使用する、対悪魔の実の能力者用の武器。海楼石が仕込まれた網で、能力者を捕縛する。
ウォーカー
シャーロット・プリンが持つ、パーカッションロック式36口径拳銃。弾丸は通称「キャンディジャケット」。盾を構えた装甲兵や、ジェルマの改造人間の硬い外骨格をも撃ち抜く威力を持つ。

### 刀
作中の刀（剣・槍等も含む）は、最上大業物・大業物・良業物・業物・普通の刀の5段階に区分される。最上大業物は12工（本）、大業物は21工、良業物は50工存在する。
ワノ国出身の刀鍛冶・霜月コウ三郎によると、刀にはそれぞれ性格があり、それを服従させるのが剣士であるという。また、名刀は己に見合った剣士を選ぶという。
鬼徹一派（きてついっぱ）
刀工の一派。優れた刀を作ることで知られるが、それ以上に作った刀の悉くが妖刀である事で有名で、鬼徹一派の刀を帯刀した剣士は誰もが非業の死を遂げている。このため、ゾロが「三代鬼徹」の呪いを運で捻じ伏せ手にするまでは、いっぽんマツによれば鬼徹一派の刀を使う剣士は一人もいなかったという。
黒刀（こくとう）
黒い刀身を持つ刀。刀身が非常に硬い特性を持ち、恐竜に踏まれても曲がらず、どんなに激しい戦いや乱暴な扱いをしても刃毀れしないと言われる。ミホークによると、全ての刀剣は黒刀に成り得るという。侍・リューマの愛刀「秋水」は、歴戦によって黒刀に「成った」ということから、黒刀には覇気が関係があるとされている。天狗山飛徹によれば、刀剣を黒刀にすることができれば、位列が上がるとのこと。
| 位列       | 名前                           | 所有者                                                             | 備考                                                                                              |
| ---------- | ------------------------------ | ------------------------------------------------------------------ | ------------------------------------------------------------------------------------------------- |
| 最上大業物 | 夜（よる）                     | ジュラキュール・ミホーク                                           | - 世界最強の黒刀 - 乱刃・重花丁字                                                                 |
| 最上大業物 | 初代鬼徹（しょだいきてつ）     | 不明                                                               |                                                                                                   |
| 最上大業物 | むら雲切（むらくもぎり）       | エドワード・ニューゲート（白ひげ）                                 | - 長さ約20尺の薙刀 - マリンフォード頂上戦争後は、白ひげの墓に供えられた。                         |
| 最上大業物 | エース                         | ゴール・D・ロジャー                                                |                                                                                                   |
| 最上大業物 | やくざ火線（やくざかせん）     | 風月貴三郎（製作者） →イッショウ（藤虎）                           | - 仕込み杖 - 直刃・切刃造り                                                                       |
| 大業物     | 和道一文字（わどういちもんじ） | 霜月コウ三郎（製作者） →くいな →ロロノア・ゾロ                     | - 白塗鞘太刀拵・直刃 - 時価1000万ベリー以上                                                       |
| 大業物     | 二代鬼徹（にだいきてつ）       | 古徹（製作者） →天狗山飛徹（光月スキヤキ）                         |                                                                                                   |
| 大業物     | 秋水（しゅうすい）             | リューマ →ロロノア・ゾロ                                           | - 黒刀 - 乱刃・大逆丁字 - ワノ国編で、ワノ国に返還される。                                        |
| 大業物     | 天羽々斬（あめのはばきり）     | 天狗山飛徹（光月スキヤキ）（製作者） →光月おでん →光月モモの助     |                                                                                                   |
| 大業物     | 閻魔（えんま）                 | 霜月コウ三郎（製作者） →光月おでん →光月日和 →ロロノア・ゾロ       | - 持ち主の覇気を勝手に放出し、必要以上に斬る。                                                    |
| 良業物     | 雪走（ゆばしり）               | いっぽんマツ →ロロノア・ゾロ                                       | - 黒漆太刀拵・乱刃・小丁字 - エニエス・ロビー編で破壊され、スリラーバークの墓地に供養される。     |
| 良業物     | 花州（かしゅう）               | たしぎ                                                             |                                                                                                   |
| 良業物     | 山颪（やまおろし）             | ビリー →たしぎ                                                     | - 小説オリジナル                                                                                  |
| 業物       | 時雨（しぐれ）                 | たしぎ                                                             |                                                                                                   |
| 業物       | 三代鬼徹（さんだいきてつ）     | 天狗山飛徹（光月スキヤキ）（製作者） →いっぽんマツ →ロロノア・ゾロ | - 革包太刀拵・乱刃・五の目乱 - 時価100万ベリー以上 - ゾロ自身の運によって、呪いを捻じ伏せられた。 |

### 科学兵器
パシフィスタ
海軍の天才科学者Dr.ベガパンクが作り上げた「人間兵器」。姿は王下七武海の一人バーソロミュー・くまを再現している。
セラフィム
海軍の天才科学者Dr.ベガパンクが作り上げた新型のパシフィスタ。王下七武海に替わる戦力と目されている。姿は元王下七武海の面々の幼少期を再現しており、ルナーリア族の特徴を持つ。
シノクニ
元政府の科学者シーザー・クラウンが開発した大量殺戮兵器。毒ガス「スマイリー」にある追加効果を加えた改良型。
KORO（コロ）
シーザーが開発した毒ガス兵器。爆風の速度で広範囲に広がる殺戮ガスで、ガスを吸うとまともに体が動かなくなる。1日以上経過してもガスは自然に消滅せず、48時間以内に解毒処置をしなければ死亡する。シーザー自身が発するガス「RO・KO」で中和することができる。
ドフラミンゴを通じてカイドウが手に入れており、「ゾウ」でジャックが使用してモコモ公国を滅ぼした。
KXランチャー
シーザーがビッグ・マム暗殺用に開発した猛毒ガス弾。有機リン系の毒ガスを直接体内に5グラム打ち込む。
ビッグ・マムに向けてファイアタンク海賊団が3本発射したが、彼女の咆哮で着弾する前に全て破壊された。
レイドスーツ
ジェルマ66を率いるヴィンスモーク家が戦闘時に纏う「形状記憶鎧（アーマー）」。普段は円筒形の缶に収まっており、使用者は腰にセットすることで瞬時に着用することができる。マントは盾になり、防御力は高い。耐熱性にも優れる。かかとには加速装置、足の裏には浮遊装置がついている。また、スーツごとに特殊な能力が備わる。
疫災弾（エキサイトだん）
百獣海賊団大看板クイーンが開発した、伝染病のウイルスが搭載された弾丸。接触感染するため、感染者は触れるだけで人を倒せる「人間兵器」と称される。
ミイラ
クイーンの傑作の一つである奇病。撃たれた箇所から高熱と激痛が広がり、血液が噴き出す。感染者は干からび、腐った植物のような姿に成り果てる。兎丼の囚人採掘場での戦いでは、ルフィと囚人たちが感染したが、チョッパーが作った治療薬によって回復した。
「疫災弾」200発分のウイルスが飛び散る砲弾「疫災散弾（エキサイトショット）」も存在する。
氷鬼（こおりおに）
クイーンの最高傑作。感染者は角が生えた鬼のような風貌になり、皮膚が異常冷却し、凶暴性と筋力が増す。体への負担がかなり大きく、感染すると命は1時間程度しか持たない。体を冷やすガスとの融合で構成されており、体の冷却を止めればウイルスは増幅しない。鬼ヶ島での戦いでは、ヒョウ五郎と大マサたちとウェイターズの一部が感染したが、チョッパーとミヤギが開発した治療薬を霧状にして拡散・吸収させることで治療した。
海獣兵器（シービーストウェポン）
エッグヘッド近海に配備されているサイボーグ化された海獣。Dr.ベガパンクの命令に従うようプログラムされているが、生物の欲を完全に制御できてはおらず、命令外の行動をとることもある。
ベガフォース01
Dr.ベガパンクが所有する巨大ロボット。「猫」リリスが搭乗する。サニー号の数倍以上の大きさで、背中のジェットを推進力にし、反重力装置で飛行することができる。エッグヘッドの空調調節によるもので、島内でのみ可能。約900年前に作られた鉄の巨人・エメトを参考に製作されたが、動力は再現できていない。
麦わらの一味やベガパンク達をエッグヘッドから脱出させるために、研究層の南東へサウザンドサニー号を運んでいる途中、侵入してきた黄猿によって破壊された。
マザーフレイム
ベガパンクが開発した「消えない火」。まばゆい光を放ち、莫大なエネルギーを秘める。エッグヘッドにある「融合炉（パワープラント）」で作られる。
Dr.ベガパンクの「猫」ヨークが、その一欠片を秘密裏に五老星へ送っていた。その2週間後、イムはこれを使って古代兵器を起動させ、上空から絶大なエネルギーを降らせる攻撃でルルシア王国を滅ぼした。王国は跡形もなく消滅し、巨大な穴とそこへ注ぐ海の滝が形成された。その余波は世界中に広がり、6日後には観測史上類を見ない広範囲に大地震が起こり、世界中の海面が約1m上昇した。
バブルガン
リリスが所有する、海のエネルギーが配合された「バブルボール」を発射する銃。このバブルボールを能力者に当てると弱体化させることができ、内部に閉じ込めると完全に拘束できる。また、パシフィスタマークIIIにも同じ原理で製作された、砲弾をも防ぐ最強の盾「バブルシールド」が搭載されている。

### 古代兵器
「神」の名を持つ、世界を滅ぼしうる兵器。「プルトン」「ポセイドン」「ウラヌス」の3つを指す。「歴史の本文」に在処や詳細が記されている。空白の100年の間に使用された際は、200メートルの海面上昇を引き起こし、世界を海に沈めた。ベガパンクはルルシア王国を滅ぼした攻撃を、政府が保有する同一の兵器によるものだと推測している。
プルトン
かつてウォーターセブンで作られた、造船史上最悪の「バケモノ」と称される戦艦。一発放てば島一つを跡形もなく消し飛ばせる威力を持つといわれ、トムは存在させれば世界が滅ぶと称している。アラバスタの「歴史の本文」に在処が記されており、クロコダイルはこれを狙ってアラバスタを乗っ取ろうとした。設計図を見たフランキーとアイスバーグは揃って青冷めた表情をしており、造船技術を学んだルッチとカクも動揺を見せていた。
設計者は、プルトンが暴走的に使用された時の「抑止力」のために設計図を後世に残し、以後代々ウォーターセブンの船大工の間で受け継がれていた。世界政府のスパンダムに設計図を狙われていたトムは弟子のアイスバーグに託し、さらにアイスバーグからフランキーに託された。その後、フランキーは古代兵器復活の可能性を握るニコ・ロビンに関わり、彼女が世間で語られていた兵器を悪用する「オハラの悪魔」ではないことを知ったことで、抑止力としてのプルトンの存在が不要だと考え、設計図は彼自身の手により燃やされた。
過去に作られたプルトンの現物はワノ国に存在しており、アラバスタの「歴史の本文」にはその在処と詳細が記されていた。しかし現在は、ワノ国の防御壁によって地下奥深くに封印されている。ワノ国の真の「開国」とは、防御壁を破壊し、プルトンを解放することを意味する。
ポセイドン
海王類と話すことができる人魚。巨大な海王類を動かすことで、世界を海に沈めてしまえるほどの力を持つ。シャンドラの黄金の大鐘楼に埋め込まれている「歴史の本文」（現在は空島にある）に、その在処が魚人島であることが記されている。
ポセイドンとは、リュウグウ王国王家に数百年に一度生まれると言われる伝説の「人魚姫」を指す。王家には「海王類と話せる人魚の元には、その力を正しく導くものが現れ、その時世界には大きな変化が訪れる」という言い伝えがある。現在はリュウグウ王国の王女であるしらほし姫がその力を継いでいる。
ウラヌス
3つの古代兵器の一つ。ロビンやネプチューン王が名を言及したのみで、その詳細と在処は不明。

## 乗り物
客船オービット号
コック見習い時代のサンジが乗っていた客船。船首はワインボトルをあしらっている。11年前、クック海賊団の襲撃を受け、その直後に発生した嵐に巻き込まれ沈没した。
しましまショッピング号
ルフィたちがバラティエからアーロンパークに向かう際に乗った、ストライプ型の小型船。
快速スワンダ号
Mr.2が使っていた、白鳥の船首が特徴の船。アラバスタ近海での、海軍黒檻部隊との攻防で炎上した。
ストライカー
水上バイクにマストを立てたような、小型の船の総称。エースが愛用する船は、「メラメラの実」の炎を動力としている。
フール号
バロックワークスが建造した人工降雨船。
ダンスパウダーを使ってアラバスタの首都アルバーナだけに雨を降らせ、国民の国王への不信を煽るのに利用された。
セントブリス号
210年前、「南の海」ブリス王国から出港した巨大ガレオン船。「突き上げる海流」により上空に飛ばされた。以降、200年もの間空島を彷徨い、ゴーイングメリー号付近に落下した。
ウェイバー
空島（白々海）の乗り物。「風貝」を動力源にした、水上オートバイのような船。ボードタイプやスケートタイプなどの種類もあり、公共用の大型のものもある模様。麦わらの一味が青海で手に入れたウェイバーには、より強力な「噴風貝」が搭載されていた。
自然の風や帆が無くても、アクセルを踏むことで「風貝」から風を発生させて前進する。動力を十分に活かすため船体はとても軽く作られており、小さな波でも簡単に舵を取られてしまう。そのため、波を予想できる程に海を知らなければ扱うことができない。白々海人でさえ、子供の頃から練習してもまともに乗れるようにならない者もいるようだが、ナミはすぐに乗ることができた。
青海でも使用可能で、ナミのウェイバーはフランキーが仲間になった後、「ソルジャードックシステム」チャンネル1『シロモクバ1号』に改造された。
カラス丸
コニスがウェイバーに乗れなかった頃に使用していた、遊覧用の小型船。ルフィたちが神の島に向かう際に、彼女から提供された。風貝を2個搭載しているが、スピードはウェイバーよりも遅い。
方舟マクシム
神・エネルが神隊に6年かけて造らせた、世界唯一の空を飛ぶ船。
動力は雷で、月まで飛行可能。中は広いがほとんどがエンジンルームで、シャンディアにあった黄金を動力伝達回路として組み込んである。また、噴風貝を搭載しているため、電力を失っても一時的に浮くことができる。操縦できるのは「ゴロゴロの実」の能力者であるエネルのみ。エネルはマクシムで雷雲をつくりだすことにより、空島全体を破壊しうる雷撃「万雷」と「雷迎」を使うことができる。彼はルフィに敗れた後、これを利用して月へと到達した。
ノースハイム号
「北の海」の探検家モンブラン・ノーランドの探検船。船首など、全体的に栗の装飾が施されている。
海列車（うみれっしゃ）
海上の線路を走る蒸気機関外車船（パドルシップ）。ウォーターセブンにいた伝説の船大工トムと、その弟子であるアイスバーグとカティ・フラム（フランキー）が、10年かけて完成させた。
現在就航している「パッフィング・トム」と、パッフィング・トム完成以前の失敗作である暴走海列車「ロケットマン」の2台しかない。新世界編では、パウリー達が海列車2号船「パッフィング・アイス」を完成させている。
モデルは現存する世界最古の蒸気機関車「パッフィング・ビリー号」と、高速機関車として有名な「ロケット号」。
バトルフランキー号
かつて、フランキーが35号まで製作していた小型戦艦。後期のタイプは海王類を仕留められる高い性能を持っていたが、スパンダムに悪用されてしまった。
司法船（しほうせん）
世界政府の船。移動する裁判所。
10年前のウォーターセブンで、スパンダムの策略により乗っ取られた「バトルフランキー号」の襲撃を受ける事件が起きた。
ボンチャリ
ヤルキマン・マングローブの樹脂でできたシャボン玉を利用した自転車。
1台レンタルなら1日500ベリー、買い取りなら1万ベリー。シャボン玉の特性上、シャボンディ諸島と魚人島でしか使えないため、航海者等にとっては買い取っても意味がないが、その事実を知らされぬまま買い取る者も少なくない。
ノア
魚人街にある、魚人島の半分の大きさを誇る巨大な方舟。「約束の舟」と呼ばれる。大昔に、魚人島民総出で造られたものだという。ネプチューン曰く、来るべき日まで決して動かしてはならないという。
魚人島ごとしらほしを殺すために、デッケンの能力で島へと投げ飛ばされた。魚人島への墜落を食い止めるためにルフィに破壊されかかるが、しらほしが無意識に呼び寄せた海王類によって制止されて全壊は免れ、海の森へと運ばれた。半壊したこの舟を直すには、ある一族の力が必要とのこと。
猫車（にゃしゃ）
声 - 川原慶久
ヴィンスモーク家の陸での移動手段。巨大な猫が荷馬車を引く。誕生日は5月28日（ヴィンスモーク→頭文字V→5、ニャー→28）。
タルトタンク
ビッグ・マム海賊団が使用する、各部品がホーミーズで構成された小型の戦車。名前の通りタルトの形をしており、砲弾のホーミーズを発射する。
タルト軍艦（タルトシップ）
ビッグ・マム海賊団が所有する、タルトの形をした軍艦。ホールケーキアイランド編でファイアタンク海賊団が一隻奪い、ビッグ・マムのナワバリから脱出する船として使用した。
霧舟（スヴァル）
島雲の浮力を使って進む舟。エルバフの巨人達が入国の際に使用する。

## 能力・武術

### 魚人・人魚関連

#### 魚人空手・魚人柔術
魚人が使用する武術。
魚人空手は水中でも陸上と変わらない絶大な威力を持ち、クロオビ曰く、技によっては水中のほうが威力が増すという。ジンベエによれば、魚人空手の真髄は「辺り一面の水の制圧」であり、発生させた衝撃波は空気中から体内の水に衝撃を与える（それ故に、打撃が効かないルフィにも効く）。発祥地は魚人街。作中に登場した使い手はクロオビ、カポーティ、タンスイ、ジンベエ、ホーディ・ジョーンズ、ハック。また、魚人以外に人間のコアラとロビンも体得している。
魚人柔術は海水の形を変えることで、攻撃や移動に活用することができる。作中に登場した使い手はジンベエ、ホーディ、ハック。

#### 人魚柔術・人魚具術
人魚が使う武術。人魚柔術（マーマンコンバット）は、魚人柔術とほぼ同様。人魚具術（にんぎょぐじゅつ）は、武器を使って行う。作中では人魚柔術をネプチューンとフカボシが（アニメでは、アラディンも使用している）、人魚具術をネプチューン家三兄弟が使用した。

### 心綱（マントラ）
空島での「見聞色の覇気」の呼び名。ガン・フォール曰く、人間は生きているだけで体から声を発しており、「心綱」はそれを聞く能力であるとのこと。

### 六式
人体を武器に匹敵させる6種類の超人的体術。「指銃」「鉄塊」「紙絵」「剃」「月歩」「嵐脚」の総称。サイファーポール諜報部員の基本戦闘術であり、全員が長い訓練を重ね体得している。6種類すべてを体得した者を「六式使い」と呼ぶ。
サイファーポール専用の技ではなく、海兵や海賊の中にも使用する者が一定数いる（コビー、モモンガ、たしぎ、ヴェルゴなど。サイファーポール以外で六式使いと明言されているのは現時点ではゼファーのみ）。また、ルフィは「剃」を見様見真似で覚え、サンジは「月歩」を独自に会得している。
『VIVRE CARD〜ONE PIECE図鑑〜』によれば、六式と覇気は関連があり、六式の鍛錬は覇気の修業と類似している。
指銃（シガン）
硬化させた指先で相手の体を撃ち抜く技。
嵐脚（ランキャク）
鋭い蹴りで鎌風を呼び起こす足技。
剃（ソル）
瞬発的に加速し、消えたように移動する技。ルフィ曰く、その際に地面を瞬時に10回以上蹴っているらしい。
月歩（ゲッポウ）
爆発的な脚力で空を蹴り、空中を移動する技。「剃」の応用技。
鉄塊（テッカイ）
肉体の硬度を、鉄に匹敵するほどに高める防御技。鉄塊状態では身動きがとれないが、ジャブラは自身が編み出した「鉄塊拳法」により、この弱点を克服している。
紙絵（カミエ）
相手の攻撃によって起こる風圧に身を任せ、攻撃を紙のように避ける回避技。

この他に、フクロウが使う六式遊戯「手合」、ルッチが使う六式最終奥義「六王銃（ロクオウガン）」がある。

### 生命帰還
全身あらゆる所に意識を張り巡らせ、自らの身体を操る技。髪の毛を自在に動かしたり、体型を変えることができる。ルッチとクマドリが使用できる。チョッパーはバイオフィードバックを連想している。オニグモもそれらしいことが出来るが、生命帰還か能力なのかは不明。

### 覇気
全世界の全ての人間に潜在する「意志の力」。「気配」「気合」「威圧」「殺気」「闘争心」などの感覚と同じである。ただし、この力を習得するのは容易ではなく、基本的には長期の鍛錬により力を引き出す必要がある。生まれつき使えるという例もあり、更には戦いの中で覚醒することもある。実戦レベルで覇気を使いこなせる者は「覇気使い」と呼ばれる。
武装色・見聞色・覇王色という3種類の「色」が存在する。3種類の中でも覇王色は非常に珍しいため、一般に覇気というと武装色・見聞色の2種類を指す。大体の人間は得意な「色」に力が片寄る（ルフィは覇王色、ゾロは武装色、サンジは見聞色）が、いずれの「色」も強化すればできることの幅が広がる。さらに、レイリー曰く「覇気は実戦の極限状態にこそ更に力は開花し、強敵と向き合うほど更に強くなる」とのこと。
覇気使いは世界的にも多くはないものの、アマゾン・リリーでは多くの者が身につけている。また、中将クラス以上の海兵は全員が覇気を操れるという。
武装色の覇気（ぶそうしょくのはき）
体の周囲に見えない鎧のような力を作り出す覇気。レイリー曰く「より固い『鎧』は防御だけではなく、攻撃にも転用できる」とのこと。応用としてこの力を武器に纏わせ、威力を上げることも可能。武装色により硬化させたものは黒く変色する。上達すれば全身を硬化させることができる。より高いレベルの技術として、不必要な部分の覇気を拳に流すことで、相手に触れずに弾く技がある。さらに一段階上になると、纏った覇気は敵の内部に到達し、内側から破壊することができる。武装色での防御に対しては、攻撃側の覇気の方が上回っていれば攻撃は通る。ただし使用には限度があり、使いすぎるとしばらくの間は覇気が使えなくなる。
悪魔の実の能力者に対しては、弱点を突くことを除けばこの覇気がこの世で唯一の対抗策となる。武装色を使うことによって、通常の物理攻撃が効かず無敵に近い防御力を持つ自然系能力者の流動する体も実体として捉えることができるようになる。また、悪魔の実の能力による攻撃を遮断することもできる。
ワノ国では「武装色の覇気」を「流桜（りゅうおう）」と呼ぶ。ヒョウ五郎曰く、体を伝い刀身に纏わせる力で、「流れる」という意味を持つ。
見聞色の覇気（けんぶんしょくのはき）
相手の気配をより強く感じる覇気。この力を高めることで、視界に入らない相手の位置や数を把握したり、相手が次の瞬間に何をするか先読みしたりすることができる。更に錬度や精度を増せば、相手の力量を見極めることもできる。見聞色を鍛えぬいた者は、少し先の未来を見ることができる。また、相手の心や感情の動きを読み取ることもできるが、感受性が強すぎると共感し過ぎて心を痛めてしまうこともある（アイサやコビーがその例）。見聞色は使用者が冷静な状態でないと、うまく発動しない。空島スカイピアで「心綱（マントラ）」と呼ばれているものと同じ能力である。
アイサやオトヒメのように生まれつき持っていたり、コビーやウソップのように戦闘での極限状態により、覚醒した例もある。
覇王色の覇気（はおうしょくのはき）
数百万人に一人しか身につけることができない、特殊な覇気。全身から発する威圧や殺気で、周囲の精神力が弱い者を気絶させることができる。ただしこの力で倒せるのは、自身との間に圧倒的な実力差があり、戦うまでもないほど弱い相手である。
他の2種類の覇気とは違い、制御することは出来ても意図的に鍛え上げることは不可能で、本人の心身の成長でのみ強化される。自らの力に無自覚な初期の段階では、感情の高ぶりによって無意識に発動させてしまうこともある。その場合、敵味方関係なく無差別に威圧してしまう。上達すれば、「発動のタイミング」「威力」「使用する対象者」を自らの意思でコントロールすることができるようになり、心技体を備えた真の覇者は、気迫を高めるのみで覇気を全方位に発散できる。また、一握りの強者は武装色と同様に、拳や武器などに纏わせて攻撃を更に強化することができ、覇王色を纏った攻撃同士がぶつかると雲（天）が割れる程の衝撃波が走る。覇王色を纏った攻撃は、稲妻のようなエフェクトが発生する。
「覇王色の覇気」が使える者は、人の上に立つ事が出来る「王の資質」を持つとされる。この世で大きく名を上げる人物は、この力を秘めていることが多いという。
現時点で明言されている「覇王色の覇気」の持ち主は、シャンクス、ルフィ、レイリー、ハンコック、白ひげ、エース、ドフラミンゴ、チンジャオ、ビッグ・マム、カタクリ、おでん、キッド、センゴク、ロジャー、カイドウ、ヤマト、ゾロ、ガープ、ウォーキュリー聖、ジョイボーイの20人。

### 八衝拳
西の海にある花ノ国の拳法。相手の内部に直接衝撃を与える拳法であるため、いかに強固な肉体を持つ者でも防御は不能。威力は鎧や盾をいとも簡単に破壊してしまうほど。奥義の継承者は自分の得意技に「錐龍錐釘（きりゅうきりくぎ）」の名をつけることを許される（チンジャオは頭突き、サイは踵落とし）。
作中に登場した使い手はチンジャオ、サイ、ブー。

### 五芒星
「五芒星（アビス）」は、五老星や神の騎士団が用いる五芒星の魔法陣。対象を強制的に召喚することができ、召喚された者は黒い稲妻を放ちながら魔法陣の中から現れる。ただし、五芒星を通ることができるのは、特定のマークを付けた者のみである。

## 病気
壊血病
植物性の栄養の欠乏が原因で発生する病気。気絶を繰り返す、歯が抜け落ちる、古傷が開くなどの症状を起こす。一昔前までは航海につきものの絶望的な病気だった。ヨサクがこの病気にかかっていたが、治療法を知っていたナミのおかげで事なきを得た。
ケスチア熱
高温多湿の森林に住んでいる有毒のダニ「ケスチア」に刺されると発症する病気。傷口から細菌が入り、40度以下に下がらない高熱・重感染・心筋炎・動脈炎・脳炎などを引き起こし、5日後には死に至る。別名5日病。感染すると特徴的な痣が出る。
ケスチアは約100年前に絶滅したとされていたが、古代の環境が残る島リトルガーデンに生息していた。ナミがこれに感染し3日間苦しんだが、ドラム島でDr.くれはが持っていた抗生剤によって完治した。
潜水病
ダイバーがたまにかかる病気で、海底から海上へ上がる時の減圧が原因で発生する気泡により、血流や筋肉・関節に障害を与え、場合によっては死に至る。
本来、持病になることはないが、モンブラン・クリケットは黄金郷を捜すため10年間海に潜り続けたため、持病となるほど悪化していた。
樹熱（きねつ）
植物全般にかかる病。これにかかった作物を口にすると人にも感染し、死亡率は90%以上に及ぶ鬼病。小さな島そのものを滅ぼした例もある。
約460年前、北の海ルブニール王国で蔓延し、10万人の死者を出した。後に、コナの木の樹皮から取れる「コニーネ」という成分から作られた特効薬を南の海の植物学者が発見したことで、およそ60年後には死亡率が3%以下まで低下した。約400年前のジャヤでも発生し、100人以上の死者を出して神の怒りとして恐れられていたが、ノーランド一行により被害は食い止められた。
「樹熱」は架空の病気だが、「コニーネ」はキナの樹皮から作られた劇薬「キニーネ」をモデルにしている。
珀鉛病（はくえんびょう）
珀鉛に含まれる毒が原因で発症する病気。オペオペの実の能力者以外には治すことができない。一度発症すると肌や髪が白くなり、やがては全身の痛みが発生し死に至る。一人の若者に鉛が溜まり続けたとして、その人に子供ができた時、子供の寿命は短くなっており、その子供が大人になり子供ができた時、さらに寿命の短い子が生まれ、やがては大人になる前に死ぬ世代が生まれるという。この病気は中毒で周囲の人々には感染しないが、フレバンスでは寿命のズレのせいで全世代が似た時期に発病したため、隣国の者達は伝染病と思い込み恐れていた。
青玉鱗（せいぎょくりん）
体に青い宝石のような痣ができる、世界的にも稀な難病。日光・月光といった全ての自然光によって痣が広がっていき、皮膚が石のように固まり死に至る。光を完全に防いでも時間による進行を止めることはできず、数年前の医学では治療不可能であった。ベガパンクが考案した新しい幹細胞を作って移植する治療法で完治することはできるが、手術に半年、外に出られるまで1年と治療期間は長く、改造人間の製造費に相当するほどの膨大な手術費用がかかる。ジニーは五老星サターン聖による薬物実験の副作用で発症し、娘のボニーにも遺伝した。

## 気象・自然現象
ホットスポット
海底火山から吹き出るマグマの影響で、その真上の海面に蒸気が発生する現象。数千・数万年後に、そこに新たな島ができる前触れ。
突き上げる海流（ノックアップストリーム）
約1分間、爆発したように空へ急上昇し続ける海流。「偉大なる航路」の災害であり、空島へ行く方法の一つ。
発生した瞬間を捉えるのは危険すぎるため、その原理はしっかりとは研究されておらず、現在のところ解明されていない。ただし定説としては、海底のより深くの大空洞に低温の海水が流れ込み、下からの地熱で生じた膨大な蒸気の圧力で海底の爆発を引き起こすとされている。これにより約400年前、ジャヤの半分がスカイピアへと飛ばされた。
トラストアップストリーム
アニメオリジナル。新世界・モベジュムール海域（不機嫌海域）において発生する異常気象の一つ。規模は突き上げる海流ほどではないので空島までは届かないが、より広い範囲で発生する。軍艦をも容易く破壊する威力を持つため、大変危険。
海雲・島雲（うみぐも・しまぐも）
空に浮かぶ、海のような雲と陸のような雲で、空島の正体。海楼石に含まれる成分「パイロブロイン」の角質粒子が、火山によって空に運ばれ水分を得たもので、その時の密度の差によって海雲と島雲に分かれる。エッグヘッドでは「雲フト」という機器を使って島雲の生産・管理を行っている。エルバフの陽界にも海雲があり、海雲沿いの村には港が建てられている。
積帝雲（せきていうん）
地上（青海）からの海雲の呼称。空高く積み上がるもその中に気流を生まず、雨にも変わらない雲。上空に現れた時は日光さえも遮断され、暗闇になってしまう。一説には何千何万年間、変わることもなく空を浮遊し続ける「雲の化石」とされる。
ロング渦
ロングリングロングランド近海の「ロングサンゴ礁」地帯に発生する、巨大な渦潮。横幅も縦幅も長く、底が見えない。
アクア・ラグナ
毎年、ウォーターセブンを襲っている高潮。通常の高潮を遥かに上回る規模で、中には街ごと飲み込んでしまうほどである。これにより、ウォーターセブンの水位は年々上がっている。アクア・ラグナが接近すると「南の風（カロック）」という、南方から吹き抜ける強風が発生する。麦わらの一味が訪れた際のアクア･ラグナは過去に類を見ない程の規模であり、ウォーターセブンの市街地を半壊させた。
モデルはイタリア・北アドリア海で発生する高潮「アクア・アルタ」。
飴玉雨（あめだまあめ）
名前はアニメより。雨雲から雨水ではなく、飴玉が降る現象。
丸虹（まるにじ）
円状の形をした虹。めったに見ることができない虹で、アニメでは「海の宝石」と呼ばれている。海底火山から噴出する水蒸気によって発生する。
遊蛇海流（ゆうだかいりゅう）
蛇のように渦が巻き上がる海流。
タライ海流
マリンフォード、エニエス・ロビー、インペルダウンの政府三大機関を結ぶ、政府専用の巨大な海流。各機関に設置されている「正義の門」を開閉することで、海流に乗り3つの機関を行き来できる。
白い竜（ホワイト・ストローム）
生きた竜のように突然海底に現れるという、巨大な白い渦巻。この渦に捕まった船は、後日に遥か遠い海で船だけ発見されるという。
海坂（うなさか）
海が傾斜する現象。新世界ではよく起こるという。
熱々海（ねつねつかい）
海が煮えたぎるほどの高温の海。その熱さのため、ほとんどの魚は寄り付かない。トットランド近海の位置にある。
グリーンルーム
逆巻く波の中に、一瞬できる「波の部屋」。ジンベエによれば、魚人族の子供にとっては格好の遊び場だという。
暖水渦（だんすいうず）
海水温の低い海域にて別の海域で発生した「暖水塊（だんすいかい）」が押し上げられ、巨大な渦となる現象。エッグヘッド付近の近海で発生する。

## 飲食物
海賊弁当
パワー補給を目的とした、野菜抜きの肉だけの弁当。ルフィの大好物の一つである。
水水肉（みずみずにく）
ウォーターセブンの美しい水に漬け込んだ肉。とろけるような柔らかさが自慢で、ヤガラの好物でもある。ウォーターセブンでは他に水水アメ、水水白菜、水水饅頭などが売られている。
はっちゃんのたこ焼き
はっちゃんが経営するたこ焼き屋「タコヤキ8」自慢のたこ焼き。秘伝のソースはサンジも認めるほどの絶品で、ダシ入りやモチ入りなどバリエーションも豊富。
 偉大なる航路饅頭（グランドラインまんじゅう）
通称「グラマン」。シャボンディ諸島の名産品で、偉大なる航路前半と書かれている。3カ月も日持ちするため、新世界へのお土産に好評。グラせん・グラチョコも人気が高い。
海王類入りペンネゴルゴンゾーラ
女ヶ島名物。ペンネにアマゾン・リリー原産のゴルゴンゾーラチーズを和えた料理。
海ブタ肉入りホルモンスープ
新人類拳法奥義「99のバイタルレシピ」の一つ。冷え切って疲れた体を復活させる旨さ。パンクハザード編で、シーザーの捕獲後にサンジが作った。
シムシムホイップ
人を幸せの絶頂へ導く「甘みの真骨頂」といわれるホイップクリーム。舐めれば死にかけるほどの美味さで、口の中に幸福感が広がる。ホールケーキアイランド編で、サンジがビッグ・マムの食いわずらいを収めるために製作したウェディングケーキに混ぜ込んだ。「シムシム」はアラビア語でゴマを意味する。
海軍おかき
海軍御用達のおかき。「南の海」の職人エーエスエ・ムアールが作っており、海軍の売店で売られている。センゴクの好物。
ハカール
エルバフの非常食。サメを発酵させたもので、臭みが強い。
アブサン
「緑の妖精」と呼ばれるエルバフの酒。度数が高く、飲んだ者は幻覚を見ることがある。
アスパッチ岩塩
美食家のソマーズ聖が思い浮かべ、キリンガム聖が具現化させた塩。

## 物語
うそつきノーランド
北の海で発行された絵本。約400年前に実在した探検家モンブラン・ノーランドと「偉大なる航路」のジャヤをモデルに描いている。内容は概ね史実に沿っているが、結末の表現など事実と異なる部分もある。
北の海では知名度が高く、うそをつく子供への教訓としてよく持ちだされるという。猿山連合軍のマシラとショウジョウは、この絵本のファン。
当時の国王がジャヤの財宝を手に入れようとしたが失敗したために逆上、モンブラン一人に全ての責任を被せた上にうそつきの汚名を着せて処刑したのが、この絵本が作られた真相である。
絵物語
作品世界における漫画。漫画と違って吹き出しは存在せず、枠の中に文章とセリフが書かれる形で物語が進んでいく。有名なタイトルに「海の戦士ソラ」「火の犬」「ポケえモン」「マンキーボール」「マルコさん」などがある。
海の戦士ソラ
「世界経済新聞」に載っている絵物語。海の上を歩けるヒーロー・ソラが、合体ロボとカモメを従えて、悪の軍団「ジェルマ66」と戦う英雄物語。世界中にファンがいる。ローによると、「北の海」では常識だという。ローのようにジェルマを嫌う者（本人曰く「正当な読者」）もいれば、ヴィトのように悪役であるジェルマに肩入れしているファンもいる。
海軍の英雄達の実話を基に作られた物語で、ヴィトは海軍がいつでも正しく強いと子供に印象付ける「洗脳教材」と称している。

## 事件・決闘・戦争

### 本編開始以前の事件
ハーレムの乱
44年前、ワノ国花の都で起こった大乱闘。当時15歳の光月おでんが山寺の住職を脅して隠れ住み、都の女達をさらいハーレムを築き上げ、それに怒り立ち上がった女達の恋人・親・夫、加勢した侍衆がおでんの元に乗り込み、さらに止めに入ったヤクザのヒョウ五郎一家も乱闘に加わる大騒動となった。
山の神事件
41年前、「山の神」と呼ばれる白猪がワノ国花の都を襲った事件。錦えもんが賞金目当てに子猪を都に連れ込んだことで、親猪が子を取り返すため都に現れ大暴れした。都の4分の1が失われ、多くの人が呑み込まれたが、おでんが親猪を退治したことで、奇跡的に人命は失われなかった。事件の後、山の神は「山さん」、子猪は「小山」の愛称をつけられ、おでんに仕えることとなる。
ゴッドバレー事件
38年前、当時世界最強と呼ばれたロックス海賊団が「西の海」ゴッドバレーで壊滅した事件。元々は天竜人が島の資源を狙い、3年に一度行う先住民一掃大会「人間狩り」が行われ、多くの先住民や奴隷達が犠牲になった。だが、奴隷の一人であるジニーがハチノスから奪った宝が大会の商品であることを国外に広げたことで、多くの大物海賊達も集結した。表向きはこの事件でガープがロックスを打ち破ったことになっており、その功績で彼は「海軍の英雄」と呼ばれるようになった。真相は、天竜人とその奴隷達を守るために、そこに居合わせたガープと後の海賊王ロジャーが手を組み、ロックスを打ち破った事件である。ガープの功績以外は徹底的に情報規制されており、現在ではゴッドバレーが消滅し、地図にも記されていないこともあり、この事件について知っている者は海軍でもごく一部に限られる。
エッド・ウォーの海戦
27年前、新世界のエッド・ウォー沖で、〝金獅子のシキ〟率いる海賊大艦隊と、ゴール・D・ロジャーの一味が激突した海戦。戦闘中に突如起こった嵐により、金獅子海賊団の艦隊の半分が海に沈み、さらにシキの頭に舵輪がめり込むという事故により、ロジャー海賊団は戦場からの離脱に成功した。
バスターコール事件
22年前、「歴史の本文」を研究していた「西の海」オハラの学者たちが世界を滅ぼす悪魔の研究を行っていたとして、世界政府から派遣された海軍本部の軍艦5隻による「バスターコール」によって、島ごと滅ぼされた事件。「オハラ事件」とも呼ばれる。この事件で生き残ったオハラの出身者はニコ・ロビンただ一人で、以降ロビンは「悪魔の子」として世界政府に指名手配されることになる。島の湖に残された大量の文献は、事件の数ヶ月後に生き残ったサウロと巨人たちによってエルバフに運び出された。
聖地マリージョア襲撃事件
15年前、魚人族の冒険家フィッシャー・タイガーが「赤い土の大陸」を素手でよじ登って聖地マリージョアに乗り込み、世界貴族の奴隷であった者たちを種族の別なく解放した事件。
この一件でゴルゴン三姉妹、コアラ、アラディンなど多くの奴隷達が自由の身になり、タイガーは「奴隷解放の英雄」と称えられる。一方でタイガーは政府から追われる身になり、元奴隷たちと自身を慕う魚人たちによる「タイヨウの海賊団」を結成することになる。

### 本編開始以降の事件
バナロ島の決闘
仲間殺しを起こした元白ひげ海賊団団員〝黒ひげ〟マーシャル・D・ティーチと、黒ひげを追っていた白ひげ海賊団2番隊隊長ポートガス・D・エースの、「偉大なる航路」バナロ島での決闘。島を壊滅させる程の壮絶な一騎討ちの末に、黒ひげが勝利した。黒ひげがエースの身柄を世界政府に引き渡したことが、マリンフォード頂上戦争の引き金となった。
マリンフォード頂上戦争
海軍本部のある島・マリンフォードにて勃発した、〝白ひげ〟海賊艦隊vs.海軍本部・王下七武海連合軍の全面戦争。
「バナロ島の決闘」に勝利した黒ひげによって、エースは世界政府に引き渡される。海賊王ロジャーの血筋を断つ機会を得た世界政府は、マリンフォードにおいてエースを公開処刑することを発表する。
エースの処刑を阻止するため、世界最強の海賊〝白ひげ〟エドワード・ニューゲート率いる白ひげ海賊団と、白ひげを慕う新世界の海賊艦隊（総勢約5万人、海賊船48隻）がマリンフォードに攻め込む。世界政府側も、全面戦争を覚悟し、センゴク元帥と三大将を筆頭に海軍本部の精鋭（総勢約10万人、軍艦50隻）と王下七武海5人（戦争に反対したジンベエ、無断でインペルダウンに向かった黒ひげを除く）という、考え得る全ての戦力を投入し迎え撃った。戦争中盤、白ひげと同じくエースの救出を目的とするルフィに加え、ジンベエ、イワンコフ、クロコダイル、バギーらインペルダウンの囚人勢が参戦。さらに終盤には、黒ひげ海賊団と赤髪海賊団が乱入し、大海賊時代の幕開け以来最大の激戦となった。
ルフィは一旦はエースの救出に成功するが、赤犬の攻撃によりエースは死亡。白ひげも多くの傷を受け、黒ひげ海賊団の一斉攻撃を受けて死亡する。最終的には赤髪海賊団の調停により戦争は終結し、海軍勢の勝利という結果となった。しかし、黒ひげ海賊団の乱入により戦局が泥沼化したことで、海軍勢も事実上の痛み分けに近い形で甚大な被害を被ることとなった。この戦争によって三大勢力の均衡が崩れ、一つの時代が終わり新しい時代が始まることとなる。
戦争終結後は混乱に乗じた黒ひげや億越えのルーキーたちが新世界に進出し、白ひげという巨大な抑止力がなくなったことで白ひげのナワバリの島に多くの海賊が流れ込み、さらに白ひげの死ぬ間際の言葉を受けて新たに航海に出る海賊も現れ、海軍も予断を許さない事態へと発展していった。
パンクハザード島の決闘
頂上戦争後にパンクハザード島で起こった、海軍本部大将の〝青雉〟クザンと〝赤犬〟サカズキの決闘。
元帥の座を退いたセンゴクの後任としてセンゴクから推薦された青雉と、政府上層部から高い支持を受ける赤犬が有力になった。青雉は赤犬が元帥になることに反発、両名は対立し前代未聞の大将同士の対決になった。実力はほぼ拮抗し、10日間に及ぶ決闘の末に両者共に壮絶な深手を負ったが、赤犬が勝利し新元帥となった。青雉は軍を去り、海軍は巨大な戦力を失うことになる。この決闘の影響により、パンクハザードは燃えさかる炎の土地と凍てつく氷の土地に二分されることになった。
ロッキーポート事件
頂上戦争後の2年の間に起こった、ローが首謀者とされる事件。「歴史の本文」を狙うローが巨大客船「ロッキーポート号」をジャックして海賊島に乗り込んだことが事件のきっかけで、別々の目的で海賊島に乗り込んだコビーや黒ひげと共闘した。ローはこの事件で100人の海賊の心臓を奪い、それを海軍を渡し七武海に加盟した。経緯は不明だが、コビーがこの事件で市民を守ったことで英雄と呼ばれるようになったという。また、このコビーの活躍のおかげで黒ひげは王直を倒し、海賊島のボスになったという。
落とし前戦争
頂上戦争から1年後、マルコ率いる白ひげ海賊団残党と黒ひげ海賊団が激突した戦い。両軍ともに援軍を含む大規模な戦いだった。黒ひげはこの戦いで勝利したことで、白ひげに代わる新たな四皇として位置づけられるようになった。一方、敗れた隊長たちは以後消息不明となっている。

## その他の用語

### 歴史・伝承・伝説

#### 海賊王
歴史上唯一「偉大なる航路」制覇を成し遂げたことで、ゴール・D・ロジャー（ゴールド・ロジャー）が得た称号。ロジャーの死後、この名は「ひとつなぎの大秘宝（ワンピース）」を見つけ、この世の全てを手に入れた者の称号とされるようになった。ルフィ曰く「世界の偉大な海の王」。ルフィを始め、幾多の海賊たちがこの座につくことを狙っている。

#### ひとつなぎの大秘宝（ワンピース）
海賊王ゴール・D・ロジャーが遺したとされる、富と名声と力の「ひとつなぎの大秘宝」。「偉大なる航路」の終点・ラフテルにある可能性が高く、世界中の海賊がその宝を目指し、「偉大なる航路」に集まっている。白ひげはその正体を知っており、もしこれが見つかれば世界はひっくり返ると述べている。一部ではただの伝説とされていたが、実在することを頂上戦争にて白ひげが死に際に世界に公表した。「ひとつなぎの大秘宝」という名称は、ロジャーが手に入れた全ての物を世間が総称した呼び名である。
作者は「ひとつなぎの大秘宝」の正体について、オズの魔法使いを引用して「『家族の絆』や『これまでの冒険』といったものではない」と発言している。

#### 「D」の一族
作中には「D」というミドルネームを持つ者たちが幾人か登場する。現在判明しているのは「モンキー・D・ルフィ」「モンキー・D・ドラゴン」「モンキー・D・ガープ」「ゴール・D・ロジャー」「ポートガス・D・エース」「ポートガス・D・ルージュ」「マーシャル・D・ティーチ」「ハグワール・D・サウロ」「トラファルガー・D・ワーテル・ロー」「ロックス・D・ジーベック」「ネフェルタリ・D・リリィ」「クラウ・D・クローバー」の12名。
「D」とはかつてイム達と敵対した者達の名であり、世界各地の歴史の裏で脈々と受け継がれており、彼らは「『D』の意志を継ぐ者」とされる。ただし、イムによると近年「D」の名を持つ者達は、己の名の意味を知らない抜け殻に過ぎないという。元天竜人のロシナンテ曰く、聖地マリージョアでは子供は「行儀の悪い子は『ディー』に食われてしまうぞ」としつけられ、老人達は世間で名を上げる「D」の名を持つ者達に対し「『D』はまた必ず嵐を呼ぶ」と眉をひそめてつぶやくという。ある土地では、「D」の一族を「神の天敵」と呼ぶ者達もいるという。ロシナンテはこの「神」を天竜人と推測していた。世界政府は「D」の名を持つ者達を警戒しており、ロジャーのフルネームを「ゴールド・ロジャー」と世間に広めるなど、「D」が世間の目につくことを避けようと徹底している。ロジャーは「D」が何なのかを知っており、白ひげにそれを教えた。同じく「D」の秘密を知ったロジャー海賊団の者達は、世界政府がロジャーのフルネームを隠したがる理由を理解している。Dr.くれはやセンゴクも「D」にまつわる何らかのことを知っているようである。
サウロ曰く「D」は先祖代々受け継がれている名前であり、事実ルフィやエースやドラゴンは親と同様に「D」の名を継いでいる。一方、ローの家系では「D」を隠し名にしている模様。

#### 空白の100年
約900年前から800年前にあたる100年間の、語られない空白の歴史。ジョイボーイの誕生から彼が20か国の連合軍（後の世界政府）に敗北するまでの期間をさす。この間に起きた200メートルの海面上昇によって、当時の世界は海に沈んだという。「歴史の本文」を読み解くことでその秘密が明らかになるとされているが、世界政府によって解明することを禁じられている。ロジャー海賊団は、ラフテルに到達して空白の100年の真実を知った。ロビンは幼い頃から、謎の解明を夢見ている。Dr.ベガパンクは、「歴史の本文」を読んで得た情報をエッグヘッド編で全世界に配信した。
歴史の本文（ポーネグリフ）
世界中に約30個存在すると言われる、歴史を記した立方体の石碑。約800年前、ワノ国の石工の一族・光月家により作られた。決して砕けない硬い石に古代文字で歴史が刻まれた「壊せぬ書物」であり、古代文字の知識を持つ者にしか解読できない。光月家には代々、一子相伝で古代文字の読み書きが伝えられてきたが、光月おでんが息子モモの助に教える前に死亡したため、途絶えてしまった。万物の声を聞きとれるロジャーによると「歴史の本文」には強い声が詰まっており、見つけやすいとのこと。
「歴史の本文」の石碑は「情報を持つ石」「その石のありかを示す石」「ロード歴史の本文」の3種類がある。「情報を持つ石」は9つ存在し、これらを最後の島・ラフテルに導いたとき、石がこの世の「真実」を語り始めるという。石碑は非常に大きいため、空白の100年に興味を持つ者は、石そのものを集めるのではなく、拓本することで写しを取るのが普通である。
世界政府は「『歴史の本文』に記された古代兵器復活の可能性」を理由に、「歴史の本文」の探索および解読を死罪と定め禁止しており、過去にオハラの学者をはじめ多くの学者が命を落としている。ただし、「歴史の本文」の存在を知る程度なら罪にはならない。オハラのクローバー博士は研究の末、「歴史の本文」を残した「ある巨大な王国」の存在を突き止めている。その古代王国は、かつて強大な力を誇っていたが、その情報は執拗にかき消されているという。クローバー博士はその王国が、「後に『世界政府』を名乗る連合国の前に敗北を悟ったことで、その国の思想を未来に残すため、全ての真実を石碑に刻んだ」と推測し、「その国の思想が世界政府にとって脅威であるため、世界政府は『歴史の本文』の探索と解読を禁止している」「『空白の100年』とは世界政府によってもみ消された“不都合な歴史”」という仮説を立てた。
内容が判明している「歴史の本文」
アラバスタ王国
「情報を持つ石」の一つ。王家の葬祭殿の奥にある。古代兵器「プルトン」がワノ国にある旨が記されている。
シャンドラ
「情報を持つ石」の一つ。黄金の大鐘楼の土台に嵌めこまれている。古代兵器「ポセイドン」が魚人島にある旨が記されている。
魚人島
「情報を持つ石」の一つ。海の森の奥地にある。空白の100年に実在した地上の人物「ジョイボーイ」がその当時の人魚姫に宛てた文章が綴られている。その内容は、魚人島との約束を破ったことへの謝罪文だという。
内容が不明な「歴史の本文」
オハラ
オハラの考古学者たちが密かに調査していた「歴史の本文」。元々オハラにあったものなのか、世界のどこかから持ち帰ったものなのかは不明。
子海ネコの町
短期集中連載『ジンベエの海侠一人旅』にて、ワダツミによって地上に引き上げられた子海ネコの町の遺跡の中にあった「歴史の本文」。ジンベエによってビッグ・マムに献上され、ホールケーキ城の宝物の間に置かれた。
ホールケーキアイランド
上記の物とは別にビッグ・マムが所有する、ホールケーキ城の宝物の間に置かれている「歴史の本文」。
ワノ国
花の都のオロチ城の地下室に置かれている「歴史の本文」。後に光月スキヤキがその部屋にロビンを案内した。
鬼ヶ島
鬼ヶ島のカイドウの城の地下2階に置かれている「歴史の本文」。
その他
ロビンが賞金首になってからの20年の間に見つけたもの、ロジャー海賊団が最後の航海で見つけたものがある。いずれも所在地不明。
ロード歴史の本文（ロードポーネグリフ）
世界に4つある赤色の「歴史の本文」で、航海者を「偉大なる航路」の最終地点「ラフテル」へと導く石。4つの石にはそれぞれ別の地点が記されており、地図上でその4つの地点を結んだ時、その中心にラフテルが浮かび上がる。これは記録指針（ログポース）の航路を辿った上での最終地点で初めて気付くもので、かつてロジャーは真の最終地点であるラフテルへ赴くため大きく冒険をやり直した。タマゴ男爵曰く「四皇同士が直接奪い合うほどの代物」。
4つの石の所在地は以下の通り。
ゾウ
くじらの樹の中にあり、ネコマムシ率いる侠客団に守られている。イヌアラシとネコマムシは、ロジャー海賊団が読んで以来26年、麦わらの一味が来るまでは誰にもこの石を見せていなかった。
ホールケーキアイランド
四皇ビッグ・マムが所有しており、ホールケーキ城の宝物の間に置かれている。過去にロジャーが、ホールケーキアイランド編でブルックが、それぞれ写しを取ることに成功している。
ワノ国
四皇カイドウが所有している。カイドウの支配以前からワノ国にあった。花の都の城の地下室から更に地下深く降りた先にある、藤山の麓の洞窟に安置されている。
所在地不明
26年前の時点では魚人島の海の森にあり、ジョイボーイの謝罪文が書かれた「歴史の本文」の隣に並んで置かれていた。新世界編の時点では失われており、「火ノ傷の男」が持っていると噂されている。
真の歴史の本文（リオ・ポーネグリフ）
世界のどこかに存在すると言われる、真の歴史を記した石碑。ロビンは「真の歴史の本文」について、「歴史の本文の情報を全て繋げることで完成する、未だ存在しないテキスト」だと考えている。タマゴ男爵によれば、9つの「情報を持つ石」の総称が「真の歴史の本文」である。

#### オールブルー
東西南北全ての海の魚が泳いでおり、あらゆる海の食材が揃うと言われる幻の海。全てのコックにとっての憧れであり、サンジとゼフの夢。所詮は伝説に過ぎないと言われているが、ゼフは「偉大なる航路」でその可能性を見たという。アニメでは、海軍の見習い少年コックのタジオがオールブルーへの憧れを抱いている。

#### ニカ
太古の昔に、奴隷達がいつか自分達を救ってくれると信じた伝説の戦士。「太陽の神」「解放の戦士」と呼ばれる。体はゴムそのものの性質を持っており、空想のまま自由に戦い、人々を笑わせ苦悩から解放してくれるとされている。彼が発する独特の心音は「解放のドラム」と呼ばれる。エルバフの神典ハーレイには、過去に2度世界が壊れた際にニカが現れたとの記述があり、時の権力者たちはニカの出現を恐れてきた。ジョイボーイは、ニカのように伸縮する体で世界政府と戦ったという。
世界政府はその名が知られないよう歴史からの抹消を徹底しており、古い文献にしかその名は残っていない。かつて投獄されていたフーズ・フーにニカの話をした看守は、後日消された。バッカニア族の家系では、代々その名が伝わっている。また、世界政府はその力が宿った動物系幻獣種の悪魔の実「ヒトヒトの実 モデル“ニカ”」の存在を隠すために超人系悪魔の実「ゴムゴムの実」と名前を改竄し、実の回収を試みてきたが、800年間一度も手に入れることは出来なかった。13年前、当時のCP9によって「ゴムゴムの実」が護送されていたが、赤髪海賊団に強奪され、フーシャ村に住んでいた幼少期のルフィによって食べられた。その13年後、ワノ国・鬼ヶ島でのカイドウとの決戦にて能力を「覚醒」させたことによって、数百年ぶりにニカがこの世に現れた。それにより、ルフィはカイドウとの最終決戦を制し、ワノ国に自由と解放をもたらした。

#### ハーレイ
エルバフに太古から伝わる神典。古い言葉で書かれているため、解釈は多岐に亘る。物語は三章構成で、過去に起きた二度の世界の崩壊を語る「第一世界」と「第二世界」、これから起こる未来を予言した「第三世界」からなる。そして世界が崩壊する度にニカが出現したと記されており、エルバフにニカ信仰が根付く元となった。エルバフには、空白の100年の時期に描かれた、ハーレイと同一の内容と思われる壁画が残っている。

### 世界政府関連

#### 懸賞金
世界政府が犯罪者や海賊に懸けた、彼らを捕まえた時に出される賞金。基本的には海賊の場合船長に懸賞金がかけられるが、海賊としての知名度や下記の危険度が上がり大物になっていくと船長以外の船員にもかけられる。また、大物海賊の部下という理由で懸賞金が高くなる場合もある。海賊の間では、懸賞金の高さは強さの証明や名を上げるきっかけになるため、賞金首になることや懸賞金の額が上がることを喜ぶ傾向にある。懸賞金が高ければ高いほど、彼らを拿捕しようと動く海軍の階級も上がる。現時点で判明している最高金額は、ゴールド・ロジャー（ゴール・D・ロジャー）の55億6480万ベリー。海賊史上、これを超える賞金額はないという。
懸賞金額は犯罪者の強さだけではなく、世界政府への危険度の高さ（政府に悪影響を与える思想や行動など）も表している。そのため、個人につけられた額だけでその者の強さを測ることは難しい。またベラミーによれば、懸賞金の高さは強さに比例するという固定観念を利用して、手配書を偽装し他の海賊に手出しされないようにした者もいるらしい。ジンベエ曰く、3億を超えると簡単には上がらないという。王下七武海に加盟すると懸賞金は解除されるが、脱退すると再び懸賞金がつく。賞金首の死亡が確認されない限り、懸賞金が解除されることは基本的にない（ドリーとブロギー、レイリーなど）。物価の変動にも強く影響され、100年前は1億ベリーだったドリーとブロギーはエッグヘッド編後一気に18億ベリーまで跳ね上がった。また、エルバフの王子であるロキには、「世界政府特別懸賞金」がかけられている。
手配書には「DEAD OR ALIVE（生死問わず）」と書かれているが、世界政府は公開処刑を望んでいるため、引き渡す際に賞金首が死亡していた場合は貰える額は3割下がる。なお海賊が海賊を倒しても、海賊であること自体が犯罪であるため、犯罪者を政府に引き渡しても賞金を貰うことはできず、得るのは悪名のみである。

#### 世界会議（レヴェリー）
4年に一度、世界政府加盟国の王達や政府の要人らが聖地マリージョアに集い、7日間に渡って行われる大会議。加盟国の中から代表50ヶ国の王達が一堂に会し、世界中の由々しき案件を言及・討議し、今後の世界の「指針」を決定する。ただし、各国の首脳はいずれも癖が非常に強く、国によって貧富や宗教が異なるため、やりとりはうまく進まないことが多い。また、世界中の首脳が集まるため、些細な争い事も戦争のきっかけとなる。議長は毎回、持ち回りになっている。8年前の世界会議では、革命家ドラゴンが議題に挙がっていた。新世界編の世界会議では、王下七武海制度の撤廃が可決された。

#### 天駆ける竜の蹄
世界貴族のシンボルマーク。竜の蹄を模っている。「神々の地」には蹄の像があり、世界会議期間中サボに破壊された。天竜人の奴隷にはこの紋章が焼き付けられ、その者は人間以下とみなされる。ボア・ハンコックやその姉妹は、背中に焼き付けられている。
タイヨウの海賊団を結成した冒険家フィッシャー・タイガーは、解放した奴隷にこの紋章の上から太陽を模った紋章を焼き付け、さらに奴隷ではなかった者にも同様の紋章を焼き付ける事で、奴隷とそうでない者との区別をつけられないようにした。

#### バスターコール
海軍本部中将5名と大型軍艦10隻を一点に召集する緊急命令。国家戦争クラスの軍事力を有し、島1つを跡形もなく消し去ることができるほどの力を持つ。任務を遂行するためならば、敵味方関係なく無差別攻撃を行う。
この命令を発動できるのは五老聖、海軍本部元帥と大将、或いは彼らから特例として権限を委譲された政府の役人のみである。作中では22年前のオハラの一件でセンゴクがスパンダインに、ウォーターセブン編で青雉がスパンダムに権限を譲っている。発令は貴重種であるゴールデン電伝虫のスイッチで行われ、シルバー電伝虫が受信する。

#### 正義の門
世界政府の三大機関である海軍本部（マリンフォード）、エニエス・ロビー、インペルダウンにそれぞれ設置されている、天まで届く巨大な鋼鉄の門。門の前には巨大な渦があるが、海流が門に遮られることにより発生しているため、門が完全に開くと渦は消える。操作室のレバーによって、門は開閉される。

#### 16点鐘
年末年始に、マリンフォードの広場にある「オックス・ベル」を16回鳴らす海兵の習わし。「オックス・ベル」は、大昔に活躍した軍艦「オックス・ロイズ号」に取り付けられていた神聖な鐘。去る年に感謝し8回、新しい年を祈り8回、計16回の鐘を鳴らすのが習わしとされている。
ルフィは女ヶ島で再会したレイリーの提案により、世間の注目を集めるため、彼とジンベエと共に復興作業中のマリンフォードに乗り込んで「16点鐘」を行った。世間には時代の終わりと始まりの宣言等と受け取られたが、その真の目的は、世界各地に飛ばされた麦わらの一味の仲間に向けて、「3D2Y」（3日後ではなく2年後に集合）という隠されたメッセージを送るためだった。

#### 世界徴兵
頂上戦争後の2年の間に、世界政府が行った徴兵。赤犬の元帥への昇格と青雉の脱退によりできた穴を埋めるために行われ、藤虎と緑牛が大将に就任した。世界政府加盟国から有能な兵士を引き抜いたことで海軍の戦力は強化されたが、各国の戦力が弱体化したことで後に起こった「8か国革命」のきっかけの1つになっている。

#### 天上金
世界政府加盟国が、天竜人へ納める貢ぎ金。その額は国民の数によって決まることから、王族が国民から非人道的な手段で徴収することも多く、天上金によって一国が飢餓で滅んだ事例もある。そのため、一般市民が天竜人に対して憎悪を抱く理由の一つとなっている。貧しさゆえに天上金を払えない国は世界政府に加盟することはできず、白ひげの故郷のように海賊や人攫いが横行する無法の国になることが多い。ドフラミンゴは10年前に天上金の輸送船を襲撃することで世界政府を脅し、王下七武海に加入した。

#### 血統因子
政府の科学者Dr.ベガパンクが発見した「生命の設計図」。シーザー・クラウンはこれを応用し、動物系の人造悪魔の実「SMILE」の原料「SAD」を製造した。ヴィンスモーク・ジャッジは、血統因子を独自に研究することで自分達の命令に忠実に従うクローン兵を生み出し、自らの子供にも改造を施している。

### その他

#### ベリー
作中の通貨単位。通貨記号は「B」の真ん中に積分記号（∫）を描いたもの。
貨幣の種類や通貨レートは現実世界の日本円と同じで、1ベリー・5ベリー・10ベリー・50ベリー・100ベリー・500ベリーの硬貨、1000ベリー・5000ベリー・10000ベリーの紙幣があり、価値も日本円と同じ（1ベリー＝1円）となっている。また紙幣の肖像は、1000ベリーが「ウサグチヒデヨ」、5000ベリーが「クマグチイチロー」、10000ベリーが「ガイコツユキチ」である。
エクストル
空島の通貨単位。通貨記号はベリーの「B」を「E」に変えたもの。通貨レートは1ベリー＝10000エクストル。
ゴル
女ヶ島「アマゾン・リリー」の通貨単位。通貨レートは不明。

#### デービーバックファイト
かつて海賊たちの楽園「海賊島（ハチノス）」で生まれたという海賊のゲーム。負けた海賊は、勝った海賊に仲間や海賊旗などを取られる。
主な掟として、「敗戦における3箇条」がある。
- デービーバックファイトによって奪われた全てのものは、デービーバックファイトによる奪還のほか認められない
- 勝者に選ばれ引き渡された者は、速やかに敵船の船長に忠誠を誓うものとする
- 奪われたシンボルは、二度と掲げることを許されない

これを破った者は海賊の恥とされ、「デービー・ジョーンズのロッカー」に捧げられる（＝海底に沈められる）。考案者は海賊デービー・ジョーンズとされ、悪魔に呪われて深い海底に今も生きていると言われている。フォクシー海賊団が得意としている。
相手の船長に勝負を申し込み、相手の船長がそれを受ける場合は、互いの船長が空に向かって同時に拳銃を撃つことで同意したとみなされる。上記の3箇条の宣誓の後に、勝負の回数分のコインを海に投げ入れ、種目ごとの出場予定の選手を紙に書いて提出する。次戦以降に出場予定の選手が相手に奪われた場合でも、出場選手の変更・補充はできない。第三者によるゲームへの妨害は自由に行える。
ドーナツレース
島を一周するボートレース。ボートはオール2本、空タル3個のみ使用可能で、それ以外の使用は失格となる。
グロッキーリング
フィールドに設置されたゴールにボールを入れる球技。互いにボール役を一人選び、敵陣リングに「ボールマン」を入れれば勝利。武器の使用は禁止。
コンバット
デービーバックファイトの花形ゲーム。1対1による決闘。大砲から発射された鉄球が落ちた直径100mがバトルフィールドとなる。円内の全ての武器が使用可能で、相手を円外に出せば勝利。出場者はグローブを着用する。時間は無制限。
ぐるぐるローラーレース
アニメオリジナル。トラック上で行われるローラースケートによるマッチレース。最初のホイッスルで各チームのポイントゲッターがスタートし、20秒後4人のディフェンダーがスタート。ディフェンダーは相手への妨害・味方への支援など自由に行える。5分経過後、ポイントゲッターがより前に進んでいたチームがそのラウンドの勝者となり、これを5ラウンド繰り返し、より多くのラウンドを制したチームの勝利。
ヒット＆デッドボール
アニメオリジナル。各海賊団全員参加の変則ドッジボール。デービーバックファイト最古にして由緒正しきゲームの為、贔屓的判決をしてルールを無視すると、審判が非難される。長年かけて細かくルールが書き加えられた結果、ルールブックは百科事典並の分厚さである。武器は巨大大砲「てきちゅうくん」のみ使用可。
どっちタッチだるまさん
アニメオリジナル。略称はDTD。出場者は6名で、基本的なルールはだるまさんがころんだと同じだが、武器・凶器は全て使用可。鬼は第三者が務める。
ピーナッツ戦法
ゲームの勝利報酬で相手の船員を奪うことで次のゲームの相手参加者を0人にし、次のゲームに不戦勝する戦法。
ルール上問題はないが海賊でも忌み嫌う卑怯な手段とされており、それを知らずに提案したナミはフォクシー海賊団から非難を受けていた。

#### ビンクスの酒
昔から海賊たちに愛されてきた舟唄。スリラーバーク編の大きなキーワードとなった。
作者はアニメの音楽の作曲を務める田中公平に「最初は怖く聞こえるが曲調を変えると楽しく聞こえる曲」と、作詞に先んじて作曲をリクエストした。キャラクターソング『ビンクスの酒』に収録されている。

#### コーティング
船全体をヤルキマン・マングローブのシャボンで包み、海中航海を可能にすること。深海1万mの水圧にも耐える事が可能で、シャボンディ諸島から魚人島に向かう際に必要となる。船をシャボンで包むコーティング作業は職人による手作業で、船員の命がかかる繊細な作業のため熟練した職人でも数日を要する。実際、運悪く腕の悪い職人が施したコーティングが海中で破れる事故が度々起こっている。シャボンは内部の空気で膨らんでいるので、空気が無くなると潰れてしまう。また、シャボンはある程度まで伸びるとそれ以上は突き抜ける性質を持ち、船から大砲を打つことも可能だが、海王類に噛まれるなどして多数の穴が開けば潰れる。浮力が失われるので、コーティング船を水上に留めておくためには専用の浮き袋が必要になる。
マリンフォード頂上戦争では、白ひげ海賊団がコーティング船を使ってマリンフォード島まで海中を進み、島の湾内に侵入した。